# 10. April
Der 10. April ist der 100. Tag des gregorianischen Kalenders (der 101. in Schaltjahren), somit bleiben 265 Tage bis zum Jahresende.

## Ereignisse

### Politik und Weltgeschehen
- 0879: Nach dem Tod des westfränkischen Königs Ludwig II. treten dessen Söhne Ludwig III. und Karlmann die gemeinsame Nachfolge an. Sie erhalten dabei die Unterstützung einer Adelsgruppe um Hugo Abbas, die eine Teilung des Reichs verhindern will.
- 1500: Maximilian eröffnet den Reichstag zu Augsburg, auf dem die Reichsstände auf Initiative des Mainzer Erzbischofs Berthold von Henneberg eine formale Mitregierungsgewalt im so genannten Reichsregiment erhalten werden.

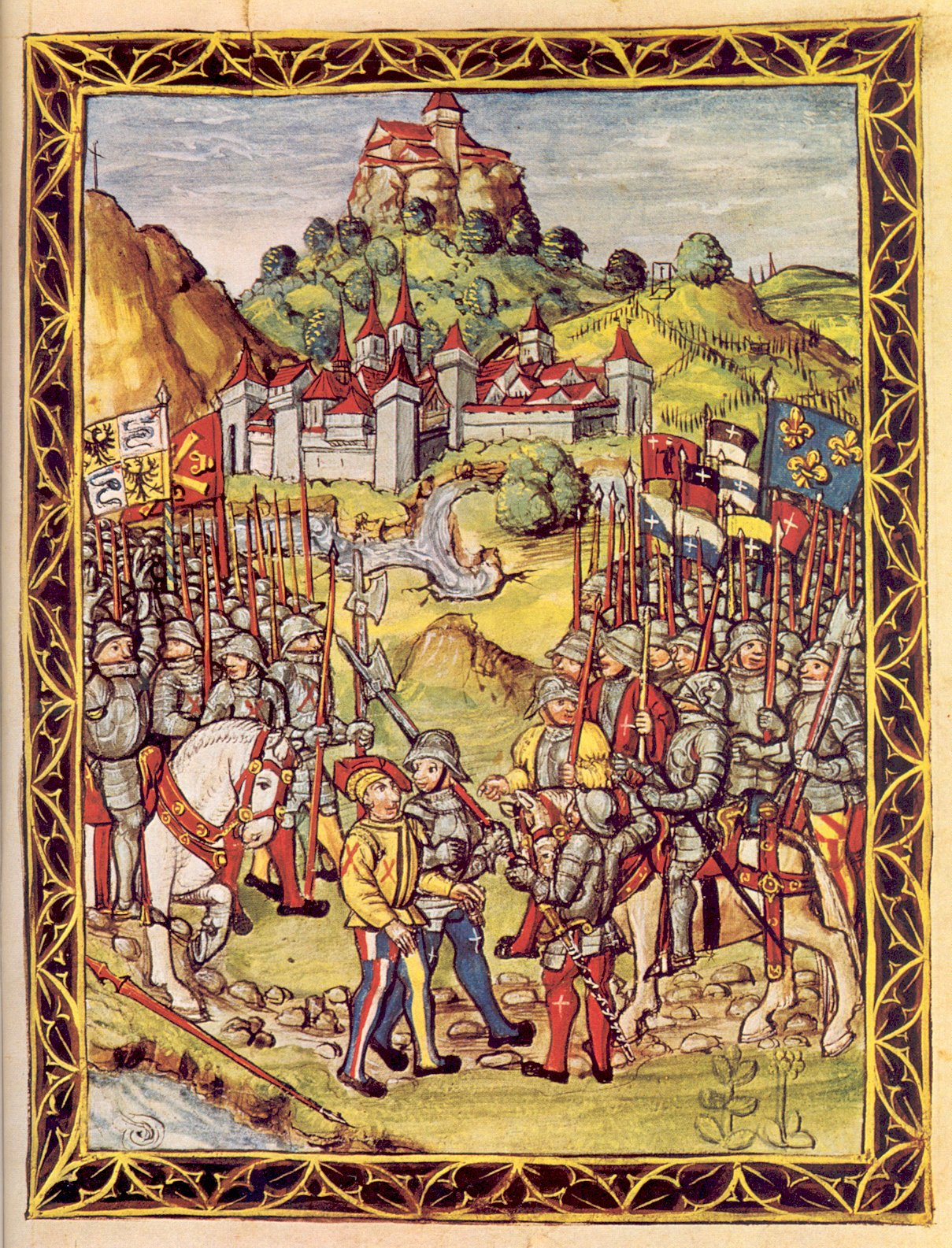
1500: Ludovico Sforza wird den Franzosen übergeben

- 1500: Ludwig XII. von Frankreich nimmt Ludovico Sforza, den geflohenen Herzog von Mailand, gefangen, nachdem er in den Mailänderkriegen im Vorjahr Mailand erobert hat.
- 1606: Mit königlicher Urkunde von James I. wird in England die Aktiengesellschaft Virginia Company of London gegründet. Gemeinsam mit der ebenfalls 1606 gegründeten Plymouth Company bildet sie die Virginia Company, die koloniale Siedlungen in Nordamerika gründen soll.
- 1656: Eine holländische Flotte erobert nach längerer Belagerung Colombo auf der Insel Ceylon von den Portugiesen. Es handelt sich um die erste Besitzung der Niederländer auf der Insel, die sie in den zwei folgenden Jahren sukzessive unter ihre Herrschaft bringen.

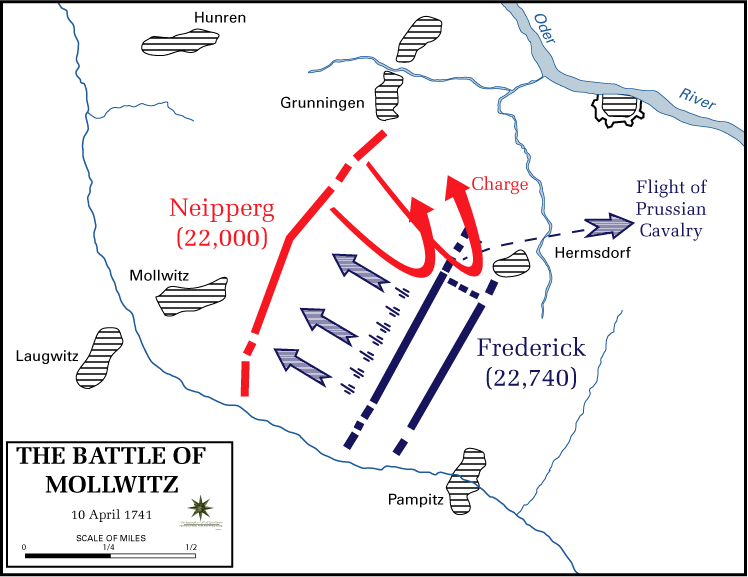
1741: Schlacht bei Mollwitz

- 1741: Preußen unter Friedrich dem Großen besetzt im Österreichischen Erbfolgekrieg Schlesien und erringt in der Schlacht bei Mollwitz einen Sieg über die österreichischen Truppen.
- 1796: Nachdem er im März vom Direktorium den Oberbefehl über die Italienarmee im Ersten Koalitionskrieg erhalten hat, beginnt Napoleon Bonaparte den Feldzug in Italien und zieht in Richtung Cairo Montenotte.
- 1809: Truppen des Kaisertums Österreich unter Erzherzog Karl überqueren den Inn und rücken in das mit Frankreich verbündete Bayern ein. Der Fünfte Koalitionskrieg beginnt damit früher als von Napoleon erwartet.

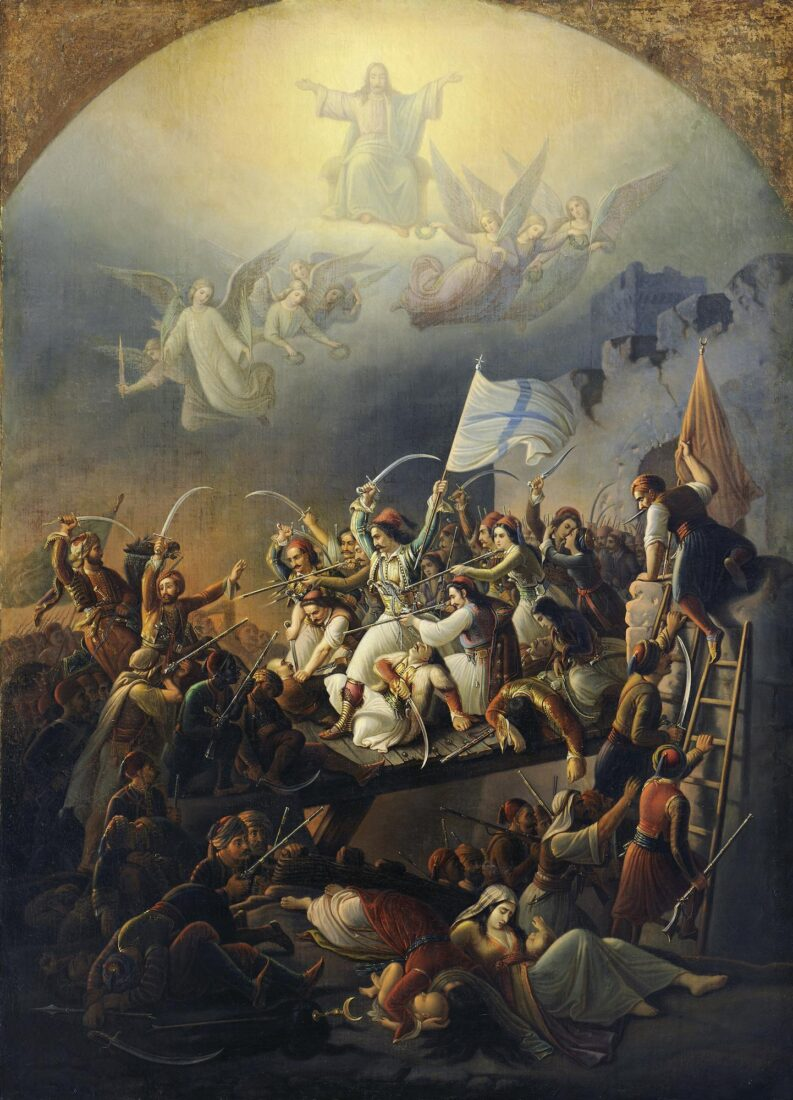
1826: Ausfall der Belagerten

- 1826: Die Einwohner der in der Griechischen Revolution seit einem Jahr von osmanischen Truppen belagerten Stadt Mesolongi versuchen in der Nacht die Flucht aus der Stadt. Der Plan wird jedoch verraten und führt zu einem Massaker an der Bevölkerung. Mesolongi wird in der Folge in Griechenland zu einem Mythos.
- 1864: Auf Schloss Miramare bei Triest wird der österreichische Erzherzog Ferdinand Maximilian von einer mexikanischen Adelsjunta mit Unterstützung des französischen Kaisers Napoleon III. zum Kaiser von Mexiko ausgerufen.
- 1906: Der russische Priester Georgi Gapon, der im Jahr zuvor die im Petersburger Blutsonntag niedergeschlagene Demonstration angeführt hat, wird von drei Sozialisten ermordet, die ihn für einen Agent provocateur der zaristischen Geheimpolizei Ochrana halten.
- 1919: Der mexikanische Revolutionär Emiliano Zapata wird von Präsident Venustiano Carranza auf dessen Hacienda gelockt und von Regierungstruppen erschossen. Seine Leiche wird in Cuautla ausgestellt und anschließend begraben.

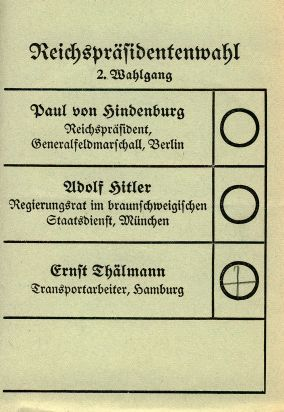
1932: Stimmzettel

- 1932: Im zweiten Wahlgang der Reichspräsidentenwahl erhält Amtsinhaber Paul von Hindenburg die absolute Mehrheit und wird damit als Reichspräsident wiedergewählt. Adolf Hitler erhält über ein Drittel, der kommunistische Kandidat Ernst Thälmann rund 10 Prozent der abgegebenen Stimmen.
- 1933: Ein von den Nationalsozialisten erlassenes Reichsgesetz deklariert den erneut eingeführten Maifeiertag in Deutschland zum Feiertag der nationalen Arbeit.

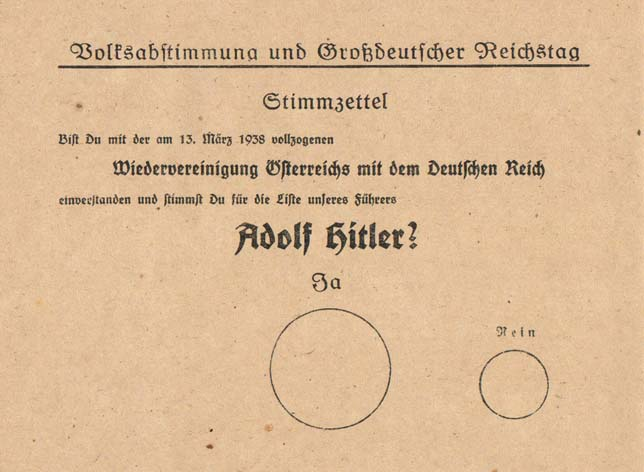
1938: Stimmzettel zum „Anschluss“ Österreichs an das Deutsche Reich

- 1938: Nachdem eine geplante Volksabstimmung der österreichischen Regierung unter Kurt Schuschnigg über den Fortbestand eines unabhängigen Österreichs von den Nationalsozialisten mit einem vorgezogenen Anschluss beantwortet worden ist, veranstalten diese nach wochenlanger massiver Propaganda eine eigene manipulierte Volksabstimmung zusammen mit der Reichstagswahl. Offiziell stimmen 99,73 Prozent der Stimmberechtigten nachträglich für den Anschluss an Deutschland.
- 1940: In Großbritannien treffen sich unter dem Vorsitz von George Paget Thomson erstmals die Mitglieder der neu ins Leben gerufenen MAUD-Kommission, um über die Möglichkeit des Baus einer Atombombe zu beraten.
- 1940: Die britische Marine führt im Zweiten Weltkrieg nach dem deutschen Unternehmen Weserübung zur Besetzung Norwegens und Dänemarks in der Schlacht um Narvik ihren ersten Angriff durch.
- 1941: Unmittelbar nach Einmarsch der deutschen Wehrmacht in Zagreb während des Balkanfeldzugs ruft die faschistische Ustascha unter Oberst Slavko Kvaternik einen Unabhängigen Staat Kroatien aus.
- 1944: Rudolf Vrba und Alfréd Wetzler gelingt die Flucht aus dem KZ Auschwitz-Birkenau. Sie verfassen später den Vrba-Wetzler-Bericht, in dem sie die Massenmorde in den Lagern für die Alliierten detailliert schildern.
- 1945: Bei schweren alliierten Luftangriffen auf Plauen werden 75 Prozent der Stadt zerstört, rund 900 Menschen kommen ums Leben.

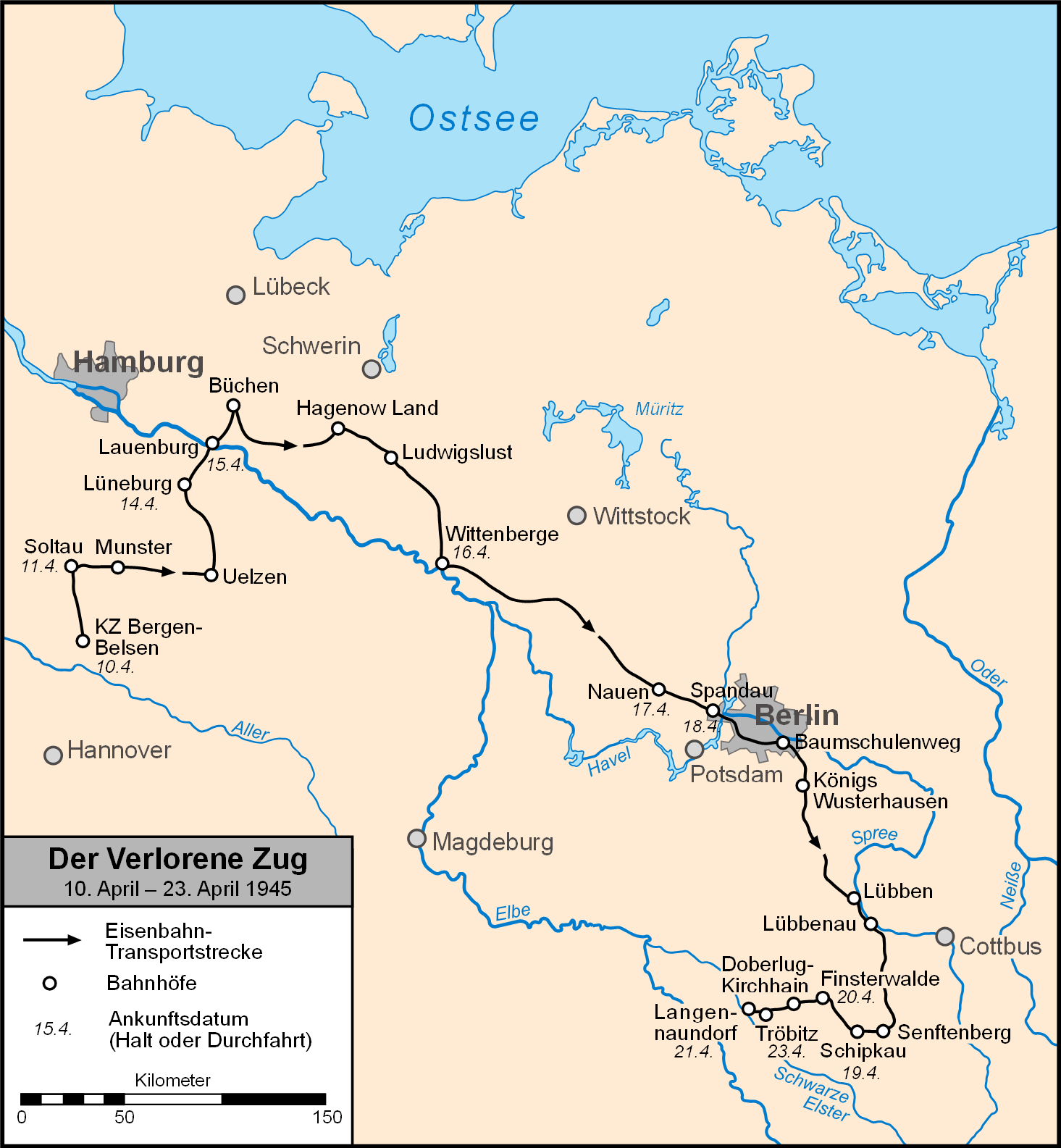
1945: „Der Verlorene Zug“

- 1945: Der letzte Transportzug mit über 2000 Häftlingen verlässt das kurz vor der Befreiung stehende KZ Bergen-Belsen in Richtung KZ Theresienstadt zu deren Vernichtung. Der so genannte „Verlorene Zug“ irrt tagelang durch Deutschland, bis er am 23. April bei Tröbitz von sowjetischen Truppen befreit wird.
- 1946: Bei den ersten japanischen Abgeordnetenhauswahlen nach dem Zweiten Weltkrieg dürfen erstmals auch Frauen wählen. Das Wahlalter wird auf 20 Jahre gesenkt.
- 1949: Das Besatzungsstatut für Deutschland wird von den drei Westalliierten in Washington beschlossen und dem Parlamentarischen Rat in Deutschland übermittelt. Die damit verbundenen Alliierten Vorbehaltsrechte bestehen noch bis zur Wiedervereinigung Deutschlands 1990.
- 1965: Der Wachsoldat Reza Schamsabadi verübt vor dem Teheraner Marmorpalast ein Attentat auf Schah Mohammad Reza Pahlavi, das dieser jedoch unverletzt überlebt. Drei Sicherheitskräfte kommen bei dem Anschlag ums Leben.
- 1973: Der Besuch von Südvietnams Präsident Nguyễn Văn Thiệu in Bonn führt im Rahmen der Proteste gegen den Vietnamkrieg zu einer Reihe von Demonstrationen, bei denen unter anderem das Bonner Rathaus von 60 Vermummten besetzt wird.
- 1979: Die Vereinigten Staaten regeln im Taiwan Relations Act die künftigen staatlichen Kontakte mit Taipeh. Dies ist durch die zu Jahresbeginn erfolgte Aufnahme diplomatischer Beziehungen mit der Volksrepublik China und deren Ein-China-Politik erforderlich.
- 1993: Der südafrikanische Apartheidgegner und Guerillakämpfer Chris Hani wird von weißen Extremisten ermordet. In das Komplott gegen das Mitglied der South African Communist Party und Stabschef des militärischen Arms des African National Congress, Umkhonto we Sizwe, ist auch der ehemalige Parlamentsabgeordnete Clive Derby-Lewis verwickelt.
- 1997: Im Urteil zum Mykonos-Attentat verurteilt das Berliner Kammergericht die vier Angeklagten wegen Mordes. Der Hauptangeklagte Kazem Darabi wird zu lebenslanger Haft verurteilt. Das Urteil stellt auch fest, dass die obersten politischen Führer des Iran vorab über die Morde informiert waren, was zu diplomatischen Verstimmungen mit dem Iran führt.
- 1998: In Belfast unterzeichnen acht nordirische Parteien sowie die Regierungen von Großbritannien und der Republik Irland das Karfreitagsabkommen, welches den Bürgerkrieg beenden soll.
- 2000: Angela Merkel wird auf dem CDU-Bundesparteitag in Essen zur Bundesvorsitzenden der CDU gewählt. Generalsekretär wird Ruprecht Polenz.
- 2006: In Italien gewinnt das Mitte-links-Bündnis L’Unione unter Romano Prodi die Parlamentswahlen gegen das Mitte-rechts-Bündnis Casa delle Libertà unter Silvio Berlusconi mit knappem Vorsprung. Das endgültige Wahlergebnis steht erst am nächsten Morgen fest.
- 2008: In Nepal finden die ersten Wahlen seit fast zehn Jahren statt. Bei der auf Basis der Resolution 1740 des UN-Sicherheitsrates abgehaltenen Wahl zur verfassungsgebenden Versammlung gewinnt die Kommunistische Partei Nepals unter dem ehemaligen Rebellenführer Pushpa Kamal Dahal die Mehrheit vor der Kongresspartei von Premierminister Girija Prasad Koirala.

### Wirtschaft
- 1710: Das Statute of Anne wird im Königreich Großbritannien gültig. Es gilt als das erste moderne Urheberrechtsschutzgesetz.
- 1841: Der Abolitionist und Zeitungsverleger Horace Greeley gründet in New York die New York Tribune, um Sensationszeitungen wie der New York Sun und dem New York Herald eine seriöse Nachrichtenquelle entgegenzusetzen.
- 1849: Walter Hunt erhält das Patent auf die von ihm erfundene Sicherheitsnadel.

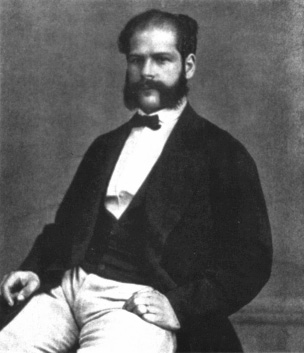
1883: Emil Rathenau

- 1883: Der Maschinenbauingenieur Emil Rathenau gründet in Berlin die Deutsche Edison-Gesellschaft für angewandte Elektrizität, eine Vorläuferfirma der späteren AEG.
- 1908: Der ehemalige Bergarbeiter Zacharias Lewala liefert einen bei Kolmannskuppe aufgelesenen Rohdiamanten bei seinem deutschen Vorgesetzten August Stauch ab. Das ist der Auftakt zum Diamantenrausch in Deutsch-Südwestafrika.

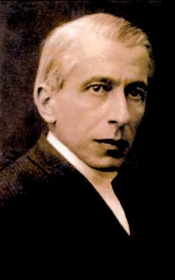
1922: Nicolae Paulescu

- 1922: Der rumänische Physiologe Nicolae Paulescu erhält vom rumänischen Ministerium für Industrie und Handel das Patent für die Gewinnung von Insulin. Mit seinem Verfahren ist ein Durchbruch in der Geschichte der Diabetologie gelungen.
- 1957: Das italienische Schiff Oceania ist das erste Schiff, das den seit der Suezkrise gesperrten Suezkanal wieder durchfährt.
- 1972: In Basel einigen sich sechs Länder der Europäischen Gemeinschaft auf den Europäischen Wechselkursverbund. Das multilaterale Interventionssystem hat stabile Wechselkurse der Währungen der Teilnehmerländer zum Ziel. Ihre Bindung an den US-Dollar hat die Zentralbanken zu unerwünschten Aktionen am Devisenmarkt gezwungen.
- 1978: Die Volkswagen AG eröffnet in den Vereinigten Staaten als erster ausländischer Automobilproduzent in Westmoreland County, Pennsylvania, ein Montagewerk, welches das Modell Rabbit aus zugelieferten Teilen herstellt.
- 1988: Nach zehnjähriger Bauzeit wird in Japan die Brückenverbindung Seto-Ōhashi eröffnet. Sie dient dem Verkehr zwischen den Inseln Honshū und Shikoku.
- 1991: Im thüringischen Eisenach läuft der letzte Wartburg vom Band. PKWs der Marke waren seit 1956 vom Automobilwerk Eisenach produziert worden.
- 1995: In Shanghai wird der erste 16,1 Kilometer lange U-Bahn-Abschnitt dem Verkehr übergeben.

### Wissenschaft und Technik

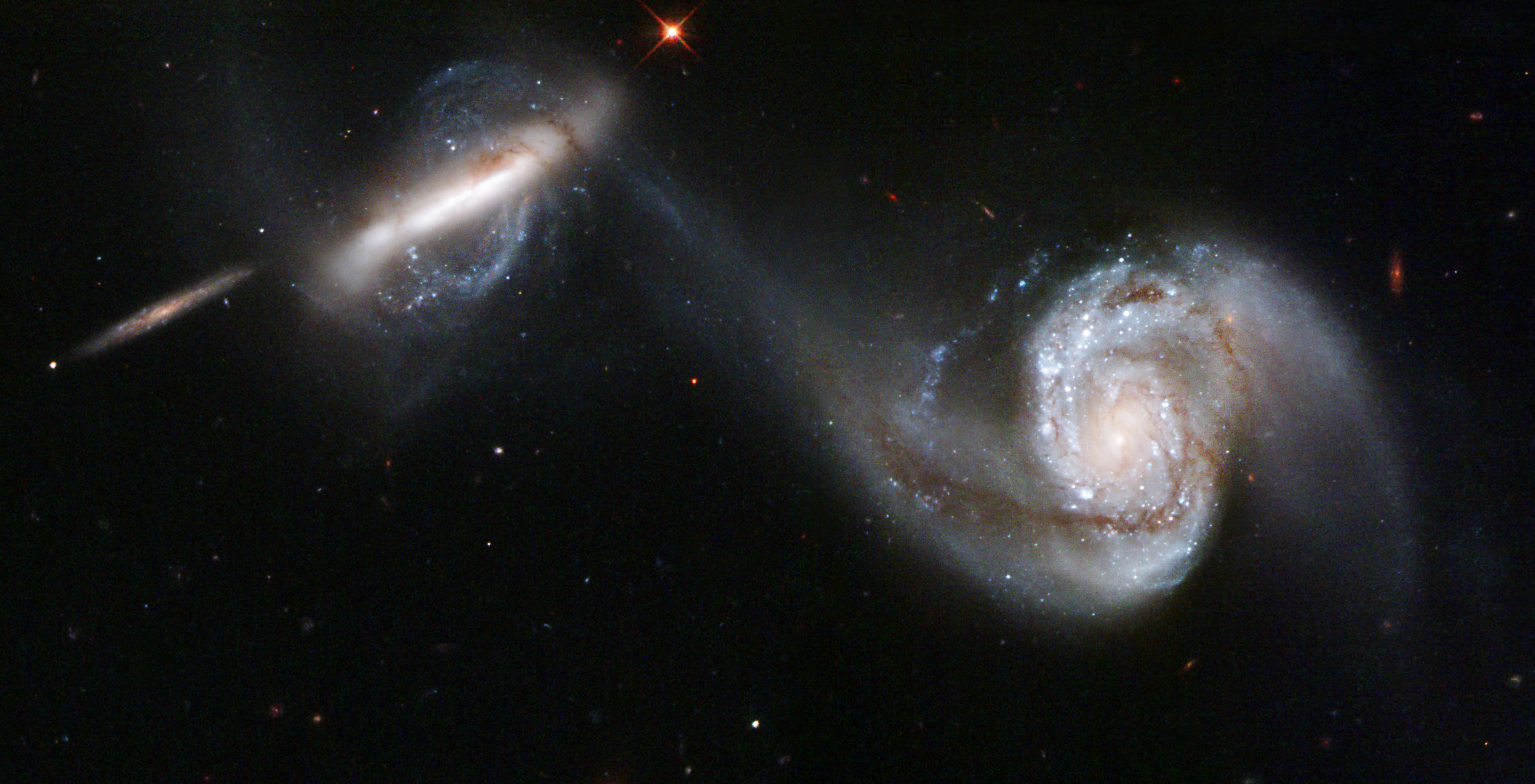
1785: NGC 3808 (rechts) mit ihrer wechselwirkenden Galaxie NGC 3808 A

- 1785: Der deutsch-britische Astronom Wilhelm Herschel entdeckt die etwa 300 Millionen Lichtjahre entfernt gelegene Galaxie NGC 3808 im Sternbild Löwe sowie die Galaxie NGC 4725 im Sternbild Coma.
- 1788: Wilhelm Herschel entdeckt im Sternbild Jagdhunde die später als NGC 4389 katalogisierte Balkenspiralgalaxie.
- 1823: In München wird die Königliche Baugewerksschule gegründet. Sie ist die erste Lehranstalt für Handwerker im Bauwesen im deutschen Sprachraum.
- 1861: William Barton Rogers gründet das Massachusetts Institute of Technology (MIT) als dreigliedrige Einrichtung, bestehend aus „a society of arts, a museum of arts [industrial arts], and a school of industrial science.“ Wegen des Bürgerkriegs werden erst 1865 die ersten Studenten aufgenommen.

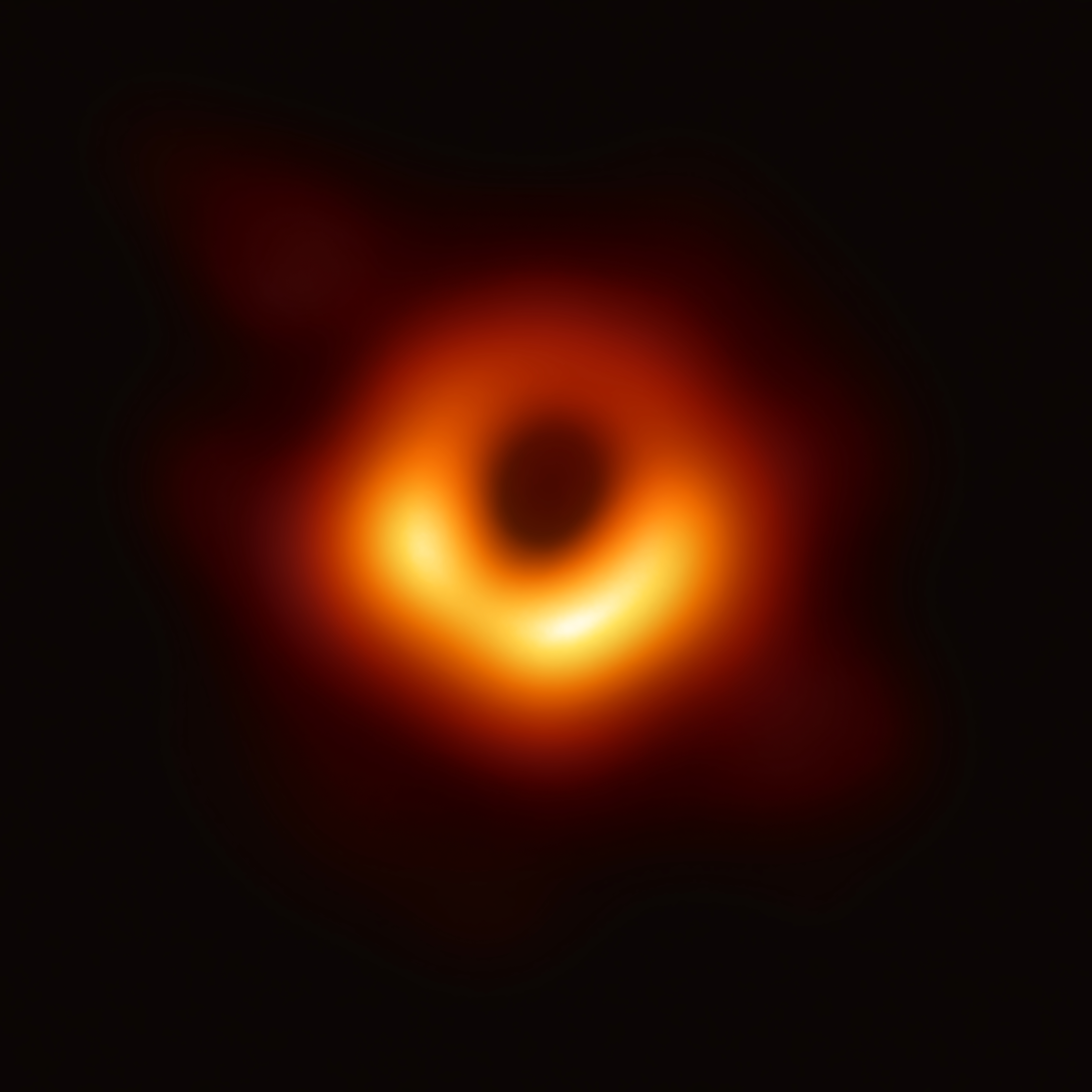
2019: Aus Radioaufnahmen des Event Horizon Telescope berechnete Darstellung des Zentrums von Messier 87

- 2019: Dem Projekt Event Horizon Telescope gelingt es erstmals, ein direktes Bild der Akkretionsscheibe eines Schwarzen Lochs (Messier 87) zu erstellen.

### Kultur
- 1840: Die Uraufführung der Oper Les Martyrs von Gaetano Donizetti findet an der Pariser Oper statt.
- 1868: Im Bremer Dom wird Johannes Brahms’ Deutsches Requiem mit Erfolg als sechssätziges Werk uraufgeführt.
- 1925: Der gesellschaftskritische Roman The Great Gatsby von F. Scott Fitzgerald wird in den Vereinigten Staaten veröffentlicht, verkauft sich zu Lebzeiten des Autors allerdings nicht sehr gut.
- 1953: In den Vereinigten Staaten bringt Warner Bros. seinen ersten 3D-Film House of Wax (deutscher Titel: Das Kabinett des Professor Bondi) in die Kinos.
- 1970: Paul McCartney sendet der britischen Presse Vorabexemplare seines ersten Soloalbums McCartney und gibt gleichzeitig seine Trennung von den Beatles bekannt.

### Gesellschaft

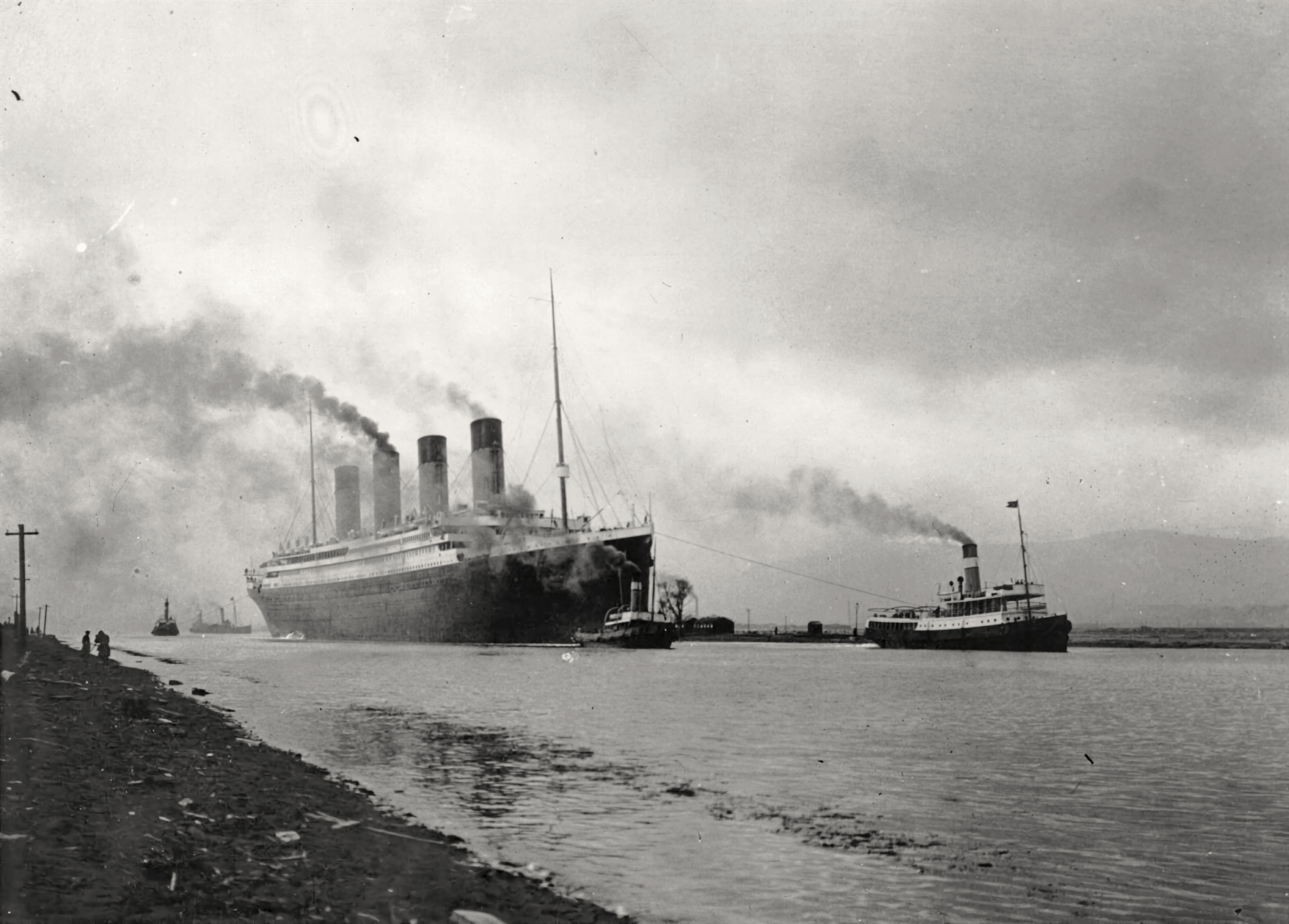
1912: Titanic

- 1912: In Southampton beginnt der erste Abschnitt der Jungfernfahrt des White-Star-Line-Schiffes Titanic unter Kapitän Edward John Smith in Richtung Cherbourg. Ihr endgültiges Ziel, New York, wird sie nie erreichen.
- 1959: Der zukünftige japanische Tennō Akihito heiratet Michiko Shōda. Damit wird erstmals eine Bürgerliche Mitglied des Japanischen Kaiserhauses.

### Religion
- 0847: Leo IV. wird als Nachfolger des im Januar verstorbenen Sergius II. zum Papst gewählt.

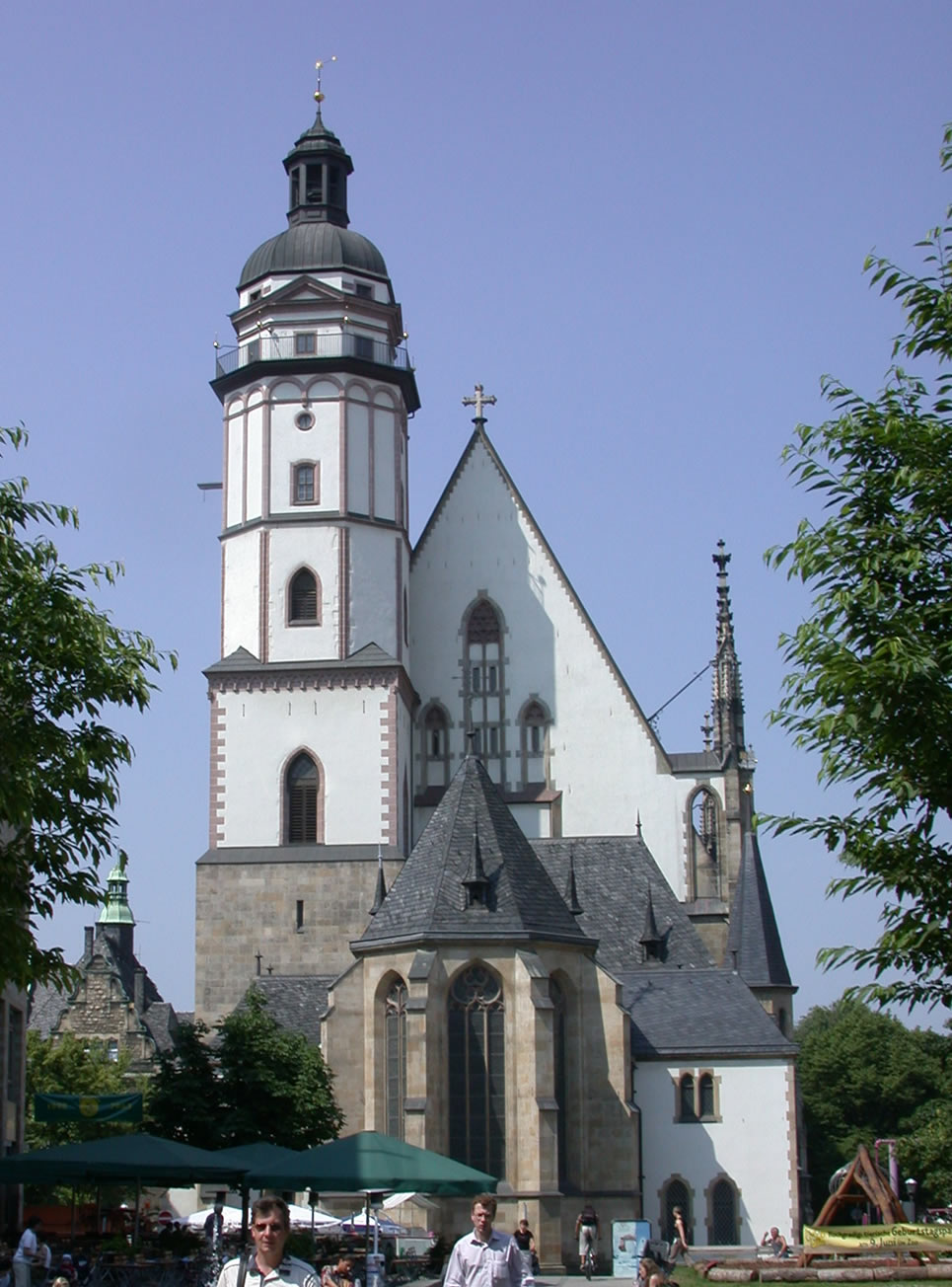
1496: Leipziger Thomaskirche

- 1496: Der Neubau der Leipziger Thomaskirche wird vom Bischof von Merseburg, Thilo von Trotha, geweiht.
- 1854: Bahāʾullāh, Gründer der Bahai-Religion, verlässt die Babi-Gemeinde in Bagdad, um so Streit zu verhindern. Er lebt zwei Jahre als Einsiedler in Kurdistan.
- 1919: Mit dem von Unterrichtsminister Otto Glöckel erarbeiteten Glöckel-Erlass wird in Österreich die Verpflichtung zur Teilnahme am Religionsunterricht und das Schulgebet abgeschafft.
- 1933: Genau 14 Jahre nach seiner Einführung wird der Glöckel-Erlass von der Ständestaat-Regierung unter Engelbert Dollfuß wieder abgeschafft.

### Katastrophen
- 1815: Auf der Insel Sumbawa hat der am 5. April begonnene Vulkanausbruch des Tambora seinen Höhepunkt. Die mit Stufe 7 auf dem Vulkanexplosivitätsindex größte Vulkaneruption seit Beginn der genauen Aufzeichnungen gilt als Ursache für das „Jahr ohne Sommer“ 1816.

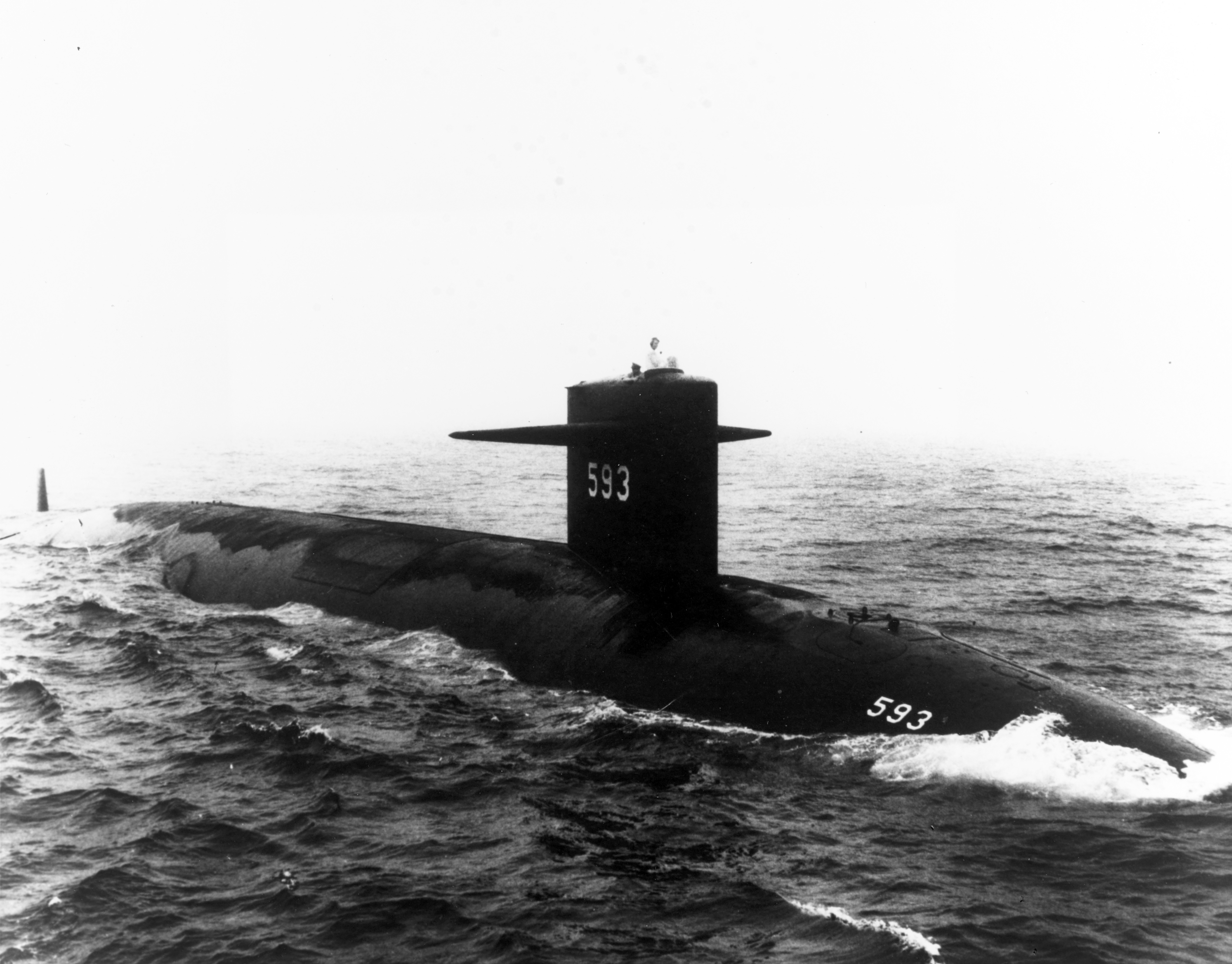
1963: USS Thresher

- 1963: Der Untergang des US-amerikanischen Atom-U-Boots Thresher bei Tauchtests fordert 129 Menschenleben. Es handelt sich um den ersten Untergang eines Atom-U-Boots.
- 1968: Die Fähre Wahine läuft bei Sturm auf das Barrett Reef vor Wellington Harbour, Wellington, Neuseeland, und sinkt. 53 Menschen kommen bei dem Unfall ums Leben.
- 1973: Während des Landeanflugs wurde die Vickers Vanguard des Invicta-International-Airlines-Flugs 435 bei Hochwald nahe der Stadt Basel in ein bewaldetes Hügelgebiet geflogen. Von den 145 Insassen starben 108 bei dem Unfall, 4 Besatzungsmitglieder und 104 Passagiere.
- 1979: Der Red River Valley Tornado verursacht in Wichita Falls, Texas, einen Schaden von 840 Millionen US-Dollar, 58 Menschen verlieren ihr Leben.
- 1991: Die italienische Fähre Moby Prince kollidiert vor Livorno mit dem Tanker Agip Abruzzo und brennt aus. Dabei kommen 132 Menschen ums Leben.
- 2010: Beim Unfall der polnischen Regierungsmaschine bei der russischen Stadt Smolensk kommen 96 Menschen ums Leben, darunter Staatspräsident Lech Kaczyński und weitere hochrangige Repräsentanten Polens.
- 2016: Explosionskatastrophe von Paravur 2016 mit über 100 Toten bei einem Feuerwerks-Wettbewerb in Kerala, Südindien.

Kleinere Unglücksfälle sind in den Unterartikeln von Katastrophe und in der Liste von Katastrophen aufgeführt.

### Natur und Umwelt
- 1985: In der Republik China (Taiwan) wird der Yushan-Nationalpark eingerichtet.
- 1996: Auf der westaustralischen Insel Barrow Island wird – abgesehen von Tornados – mit 408 km/h die höchste Windgeschwindigkeit gemessen.

### Sport

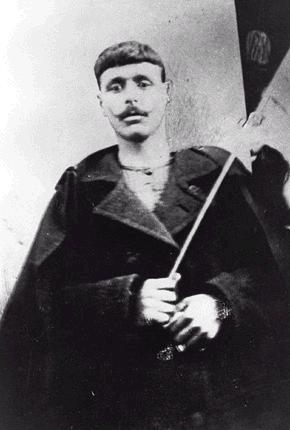
1896: Spyridon Louis

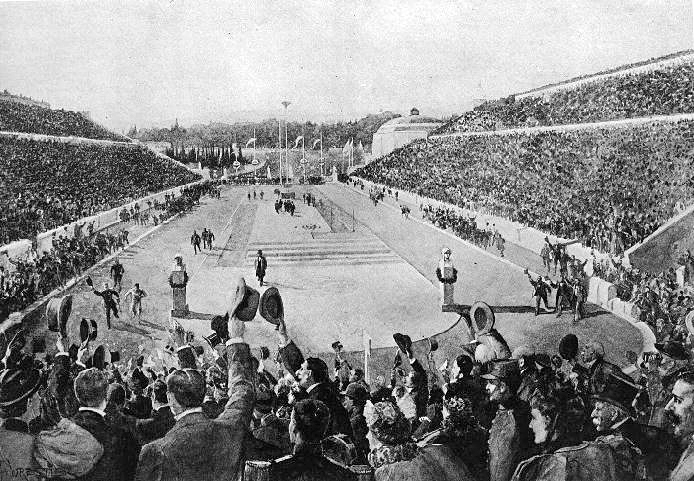
1896: Der Zieleinlauf

- 1896: Bei den Olympischen Sommerspielen gewinnt Spyridon Louis vor seinem Landsmann Charilaos Vasilakos und dem Ungarn Gyula Kellner den olympischen Marathonlauf – den ersten olympischen Marathonlauf in der Geschichte der Leichtathletik.
- 1913: In der bulgarischen Hauptstadt wird der Fußballverein Slawia Sofia gegründet.
- 1915: Pierre de Coubertin bestimmt vertraglich, dass das Internationale Olympische Komitee künftig seinen ständigen Sitz in Lausanne haben soll.
- 1916: Die Professional Golfers Association of America, der US-amerikanische Verband der Berufsgolfer, wird in New York City gegründet.
- 1987: Die Siebenkämpferin Birgit Dressel stirbt an Multiorganversagen, das durch zahlreiche erhaltene Injektionen und der Einnahme des Anabolikums Stanozolol verursacht wurde.

Einträge von Leichtathletik-Weltrekorden befinden sich unter der jeweiligen Disziplin unter Leichtathletik.

## Geboren

### Vor dem 18. Jahrhundert
- 0401: Theodosius II., oströmischer Kaiser
- 1018: Nizām al-Mulk, Wesir der Seldschuken-Sultane Alp Arslan und Malik Schāh
- 1389: Cosimo de’ Medici, Bankier, Staatsmann und Mäzen in Florenz
- 1428: Hans Tucher, deutscher Kaufmann
- 1480: Philibert II., Herzog von Savoyen
- 1487: Wilhelm, Graf von Nassau-Dillenburg
- 1502: Ottheinrich von der Pfalz, Wittelsbacher Pfalzgraf bei Rhein, Kurfürst von der Pfalz
- 1512: Jakob V., König von Schottland
- 1534: Conrad von Pappenheim, kaiserlicher Oberst
- 1559: Melchior Jöstel, deutscher Mathematiker und Mediziner
- 1579: August der Jüngere, Herzog zu Braunschweig-Lüneburg
- 1579: Sebastian Schobinger, Schweizer Mediziner und Bürgermeister

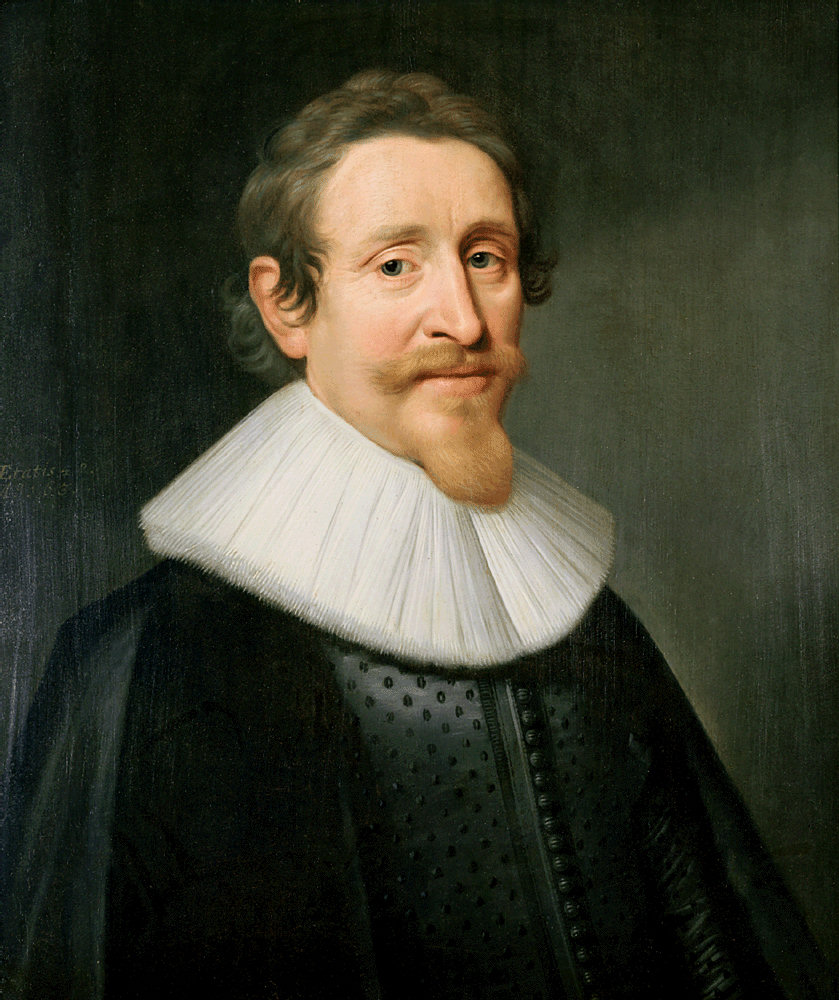
Hugo Grotius (* 1583)

- 1583: Hugo Grotius, niederländischer Philosoph und Rechtsgelehrter
- 1610: Hieronymus von Clary und Aldringen, kaiserlicher Generalfeldwachtmeister
- 1621: Daniel Lüdemann, deutscher lutherischer Theologe
- 1626: Franz Egon von Fürstenberg-Heiligenberg, Bischof von Straßburg
- 1632: Johannes Georgi, deutscher Pädagoge
- 1636: Balthasar Kindermann, deutscher Dichter
- 1640: Magnus Friedrich von Horn, preußischer Generalleutnant und Gouverneur von Geldern
- 1651: Ehrenfried Walther von Tschirnhaus, deutscher Philosoph und Mathematiker
- 1652: Gottfried Suevus der Jüngere, deutscher Rechtswissenschaftler
- 1655: Johann Andreas Thelott, deutscher Goldschmied, Zeichner und Kupferstecher
- 1656: Heinrich Theobald Schenk, deutscher evangelischer Theologe und Kirchenliedkomponist

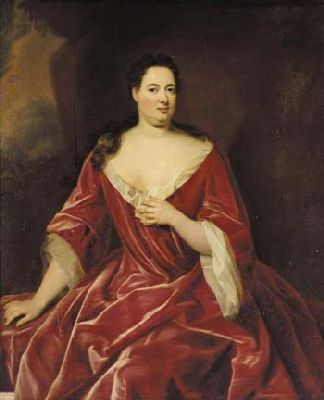
Sophia Charlotte von Platen-Hallermund
(* 1675)

- 1675: Sophia Charlotte von Platen-Hallermund, deutsch-britische Adlige und Halbschwester des britischen Königs Georg I.
- 1683: Johann Michael Stumm, deutscher Orgelbauer
- 1689: Marie Charlotte von Ostfriesland, ostfriesische Gräfin

### 18. Jahrhundert
- 1702: Friedrich Wilhelm Dieterichs, preußischer Architekt, Ingenieur und Baubeamter
- 1702: Georg Friedrich von Killinger, Oberkriegskommissar und Kammerjunker in herzoglich-württembergischen Diensten
- 1703: Pierre Daubenton, französischer Rechtsanwalt, Politiker, Autor und Enzyklopädist
- 1704: Franz Ludwig Steiger, bernische Magistratsperson
- 1705: Johann Christoph Pfeiffer, deutscher Theologe und Geistlicher
- 1707: Michel Corrette, französischer Komponist und Autor
- 1707: John Pringle, britischer Arzt und Pionier der Militärhygiene
- 1710: Reimar von Kleist, preußischer Generalmajor
- 1713: John Whitehurst, englischer Uhrmacher, Instrumentenbauer und Geologe
- 1716: Immanuel Gottlob Brastberger, deutscher Geistlicher
- 1727: Samuel Heinicke, deutscher Pädagoge
- 1734: Eleonore von Grothaus, deutsche Dichterin
- 1746: Heinrich Sautier, deutscher Jesuit und Stifter
- 1749: Johann Theodor Reinke, deutscher Ingenieur
- 1750: James Ogilvy, 7. Earl of Findlater, schottisch-britischer Peer
- 1750: Leopold Westen, deutscher Offizier und Hochschullehrer
- 1752: Alexander Graydon, amerikanischer Jurist, Schriftsteller und Militär

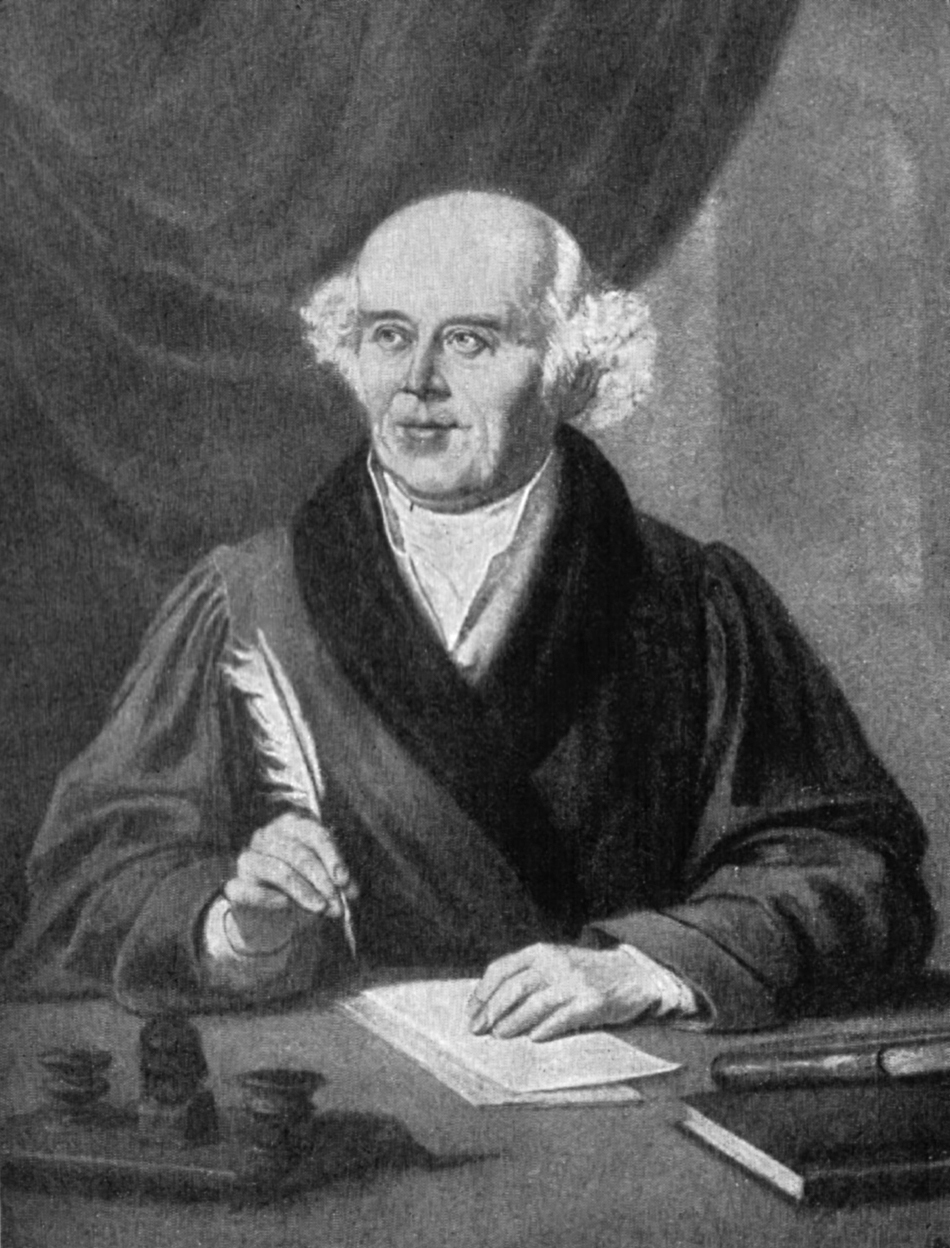
Samuel Hahnemann (* 1755)

- 1755: Samuel Hahnemann, deutscher Arzt, Begründer der Homöopathie
- 1766: John Leslie, schottischer Mathematiker und Physiker
- 1766: Constantin Stichling, großherzoglich-sächsischer Kammerdirektor, Präsident des Kammer-Kollegiums
- 1770: Joseph von Laßberg, deutscher Germanist und Schriftsteller
- 1778: Johann Arzberger, österreichischer Techniker und Wissenschaftler
- 1778: William Hazlitt, englischer Essayist und Schriftsteller
- 1778: Heinrich Luden, deutscher Historiker
- 1780: George Armistead, US-amerikanischer Offizier
- 1780: Friedrich Wilhelm Ludwig von Arnim-Suckow, preußischer Offizier
- 1780: Léon Dufour, französischer Arzt und Naturforscher
- 1783: Hortense de Beauharnais, Königin von Holland, Mutter von Napoleon III.
- 1789: Amalie Luise von Arenberg, bayerische Prinzessin, Mutter von Herzog Max Joseph in Bayern
- 1789: Leona Vicario, mexikanische Journalistin und Revolutionärin, Nationalheldin
- 1794: Matthew Perry, US-amerikanischer Seeoffizier
- 1795: August Heinrich von Pachelbel-Gehag, deutscher Offizier Beamter und Gutsbesitzer
- 1796: James Bowie, US-amerikanischer Pionier und Trapper
- 1800ː Karoline Stern, deutsche Opernsängerin (Sopran)

### 19. Jahrhundert

#### 1801–1850
- 1801: Paul Devaux, belgischer Politiker und Schriftsteller, Minister
- 1802: Johann Peter Lange, deutscher Theologe
- 1803: Adolf Heinrich von Arnim-Boitzenburg, preußischer Politiker, Regierungspräsident von Aachen und Merseburg, Minister, Ministerpräsident, Mitglied der Frankfurter Nationalversammlung, MdL
- 1804: Thomas Overton Moore, US-amerikanischer Politiker, Gouverneur von Louisiana
- 1805: Eduard Daege, deutscher Maler
- 1805: Karl Wilhelm Knochenhauer, deutscher Pädagoge, Rektor und Physiker
- 1806: Leonidas Polk, US-amerikanischer General
- 1806: Iwan Tolstoi, russischer Diplomat und Postminister
- 1809: Hermann von Alvensleben, preußischer General und Gutsbesitzer

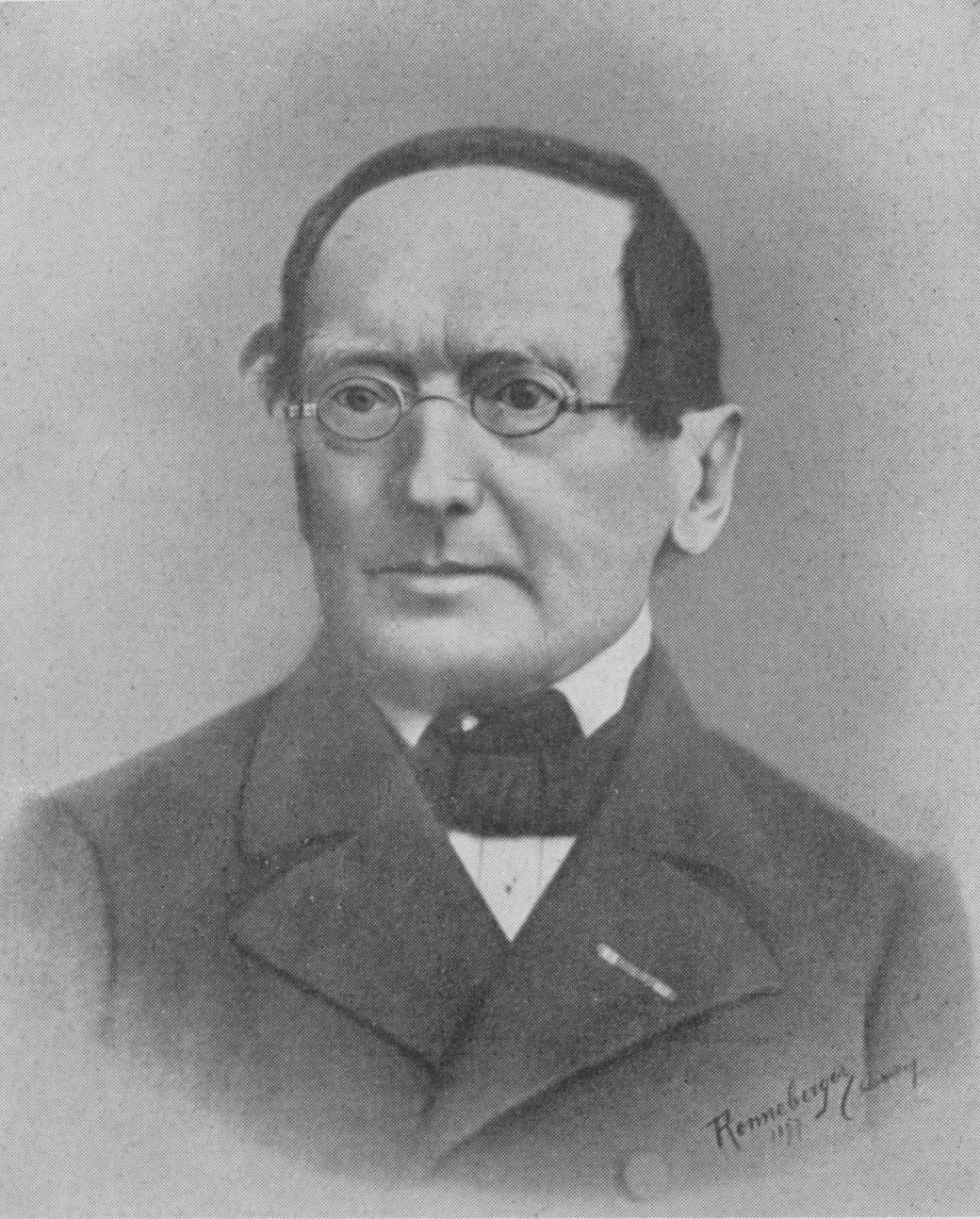
Friedrich Gustav Weidauer (* 1810)

- 1810: Friedrich Gustav Weidauer, deutscher Jurist und Politiker, MdL
- 1811ː Charlotte Montagu-Douglas-Scott, schottische Adlige und Hofdame
- 1816: Marija Auersperg Attems, österreichische Blumenmalerin
- 1817: Konstantin Sergejewitsch Aksakow, russischer Schriftsteller
- 1818: Adolphe Fontanel, Schweizer Mediziner und Politiker
- 1820: Karl Gustav Ackermann, deutscher Politiker, MdL, MdR
- 1822: Ferdinand Duysing, deutscher Jurist
- 1823: Thomas Reade Rootes Cobb, General der Konföderierten Staaten
- 1824: Julius Meinl I., österreichischer Kaufmann
- 1825: Ludwig Aegidi, deutscher Jurist, Hochschullehrer, Publizist und Politiker, MdR
- 1825: Elisabeth Kelly, schweizerische Malerin
- 1826ː Marie Léonie Manière, französische Lehrerin und republikanische Aktivistin
- 1827: Lew Wallace, US-amerikanischer Militär, Politiker und Schriftsteller, Gouverneur des New-Mexico-Territoriums
- 1828: Gustav von Epstein, österreichischer Bankier und Unternehmer
- 1829: Johannes Janssen, deutscher Historiker
- 1829: William Booth, britischer Geistlicher, Gründer der Heilsarmee
- 1835: Henry Villard, deutschamerikanischer Eisenbahnmagnat
- 1836: Carl Abegg-Arter, Schweizer Rohseidenhändler und Bankier
- 1837: Alfred Thompson Bricher, US-amerikanischer Landschaftsmaler
- 1838: Johann Hinrich Fehrs, deutscher Erzähler und Lyriker
- 1838: Eduard Kremser, österreichischer Komponist, Arrangeur und Dirigent
- 1838: Nicolás Salmerón, spanischer Politiker, Minister, Staatspräsident
- 1842: August Geib, deutscher Lyriker, Buchhändler und Politiker, MdR
- 1844: August Oncken, deutscher Nationalökonom
- 1846: Ambrosius Rosenmund, Schweizer Chemiker, Textilunternehmer und Politiker

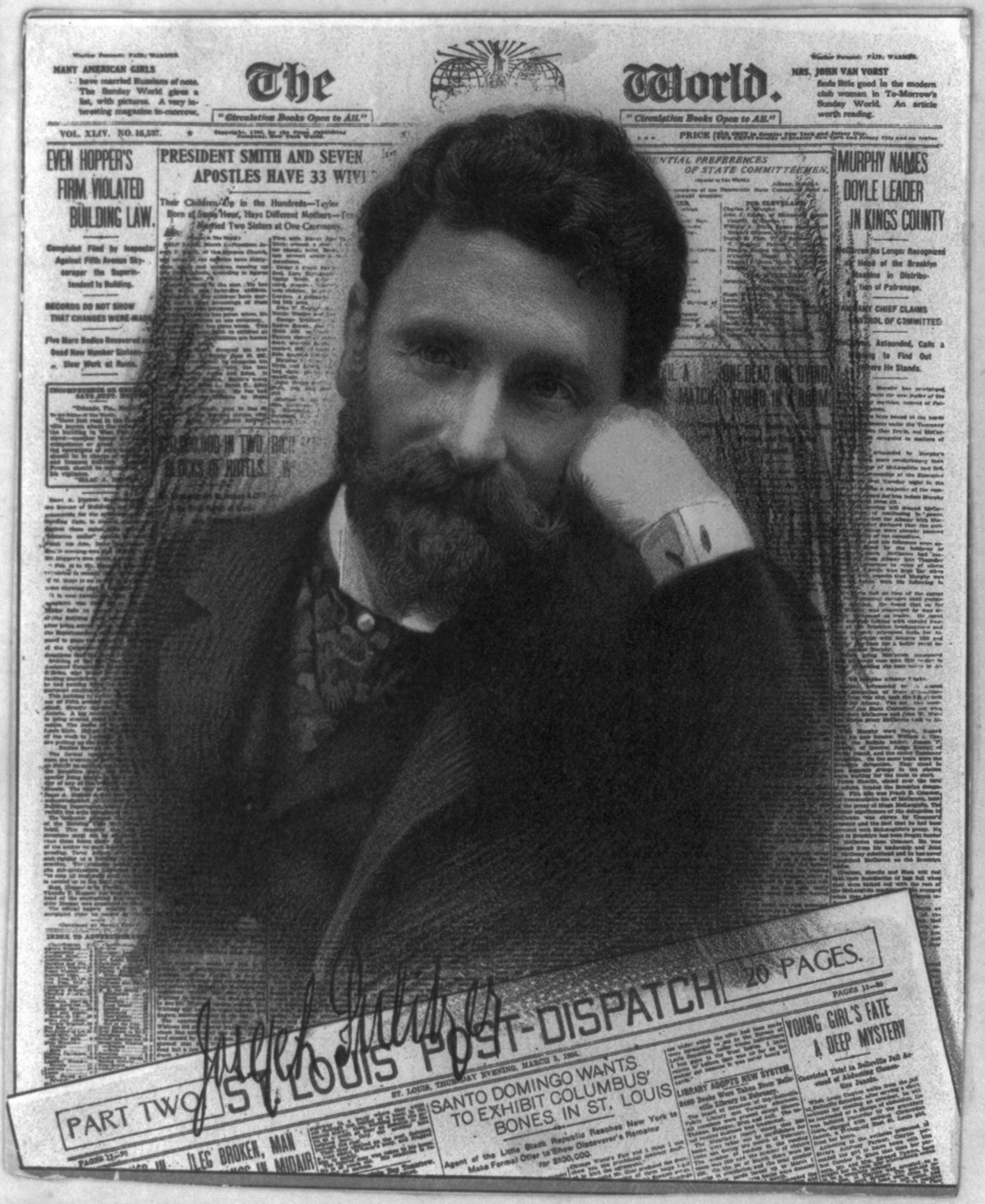
Joseph Pulitzer (* 1847)

- 1847: Joseph Pulitzer, US-amerikanischer Journalist und Herausgeber

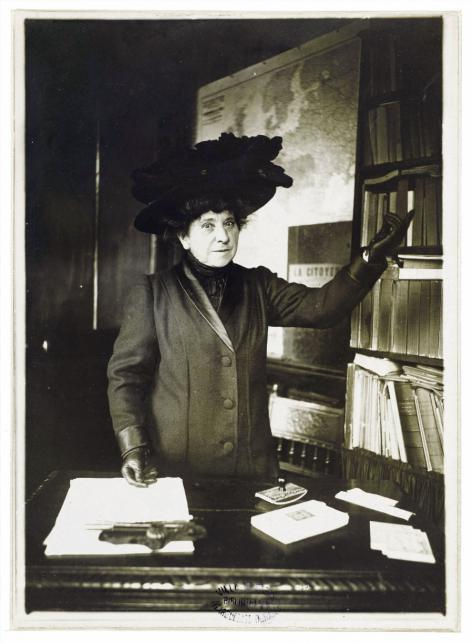
Hubertine Auclert (* 1848)

- 1848: Hubertine Auclert, französische Frauenrechtlerin
- 1850: Fanny Davenport, anglo-US-amerikanische Bühnenschauspielerin

#### 1851–1900
- 1851: Maggie Moore, US-amerikanisch-australische Schauspielerin
- 1851: Gennaro Granito Pignatelli di Belmonte, italienischer Kardinal und vatikanischer Diplomat
- 1857: Lucien Lévy-Bruhl, französischer Philosoph und Ethnologe
- 1859ː Therese Renz, deutsche Kunstreiterin, Dompteuse und Zirkusdirektorin

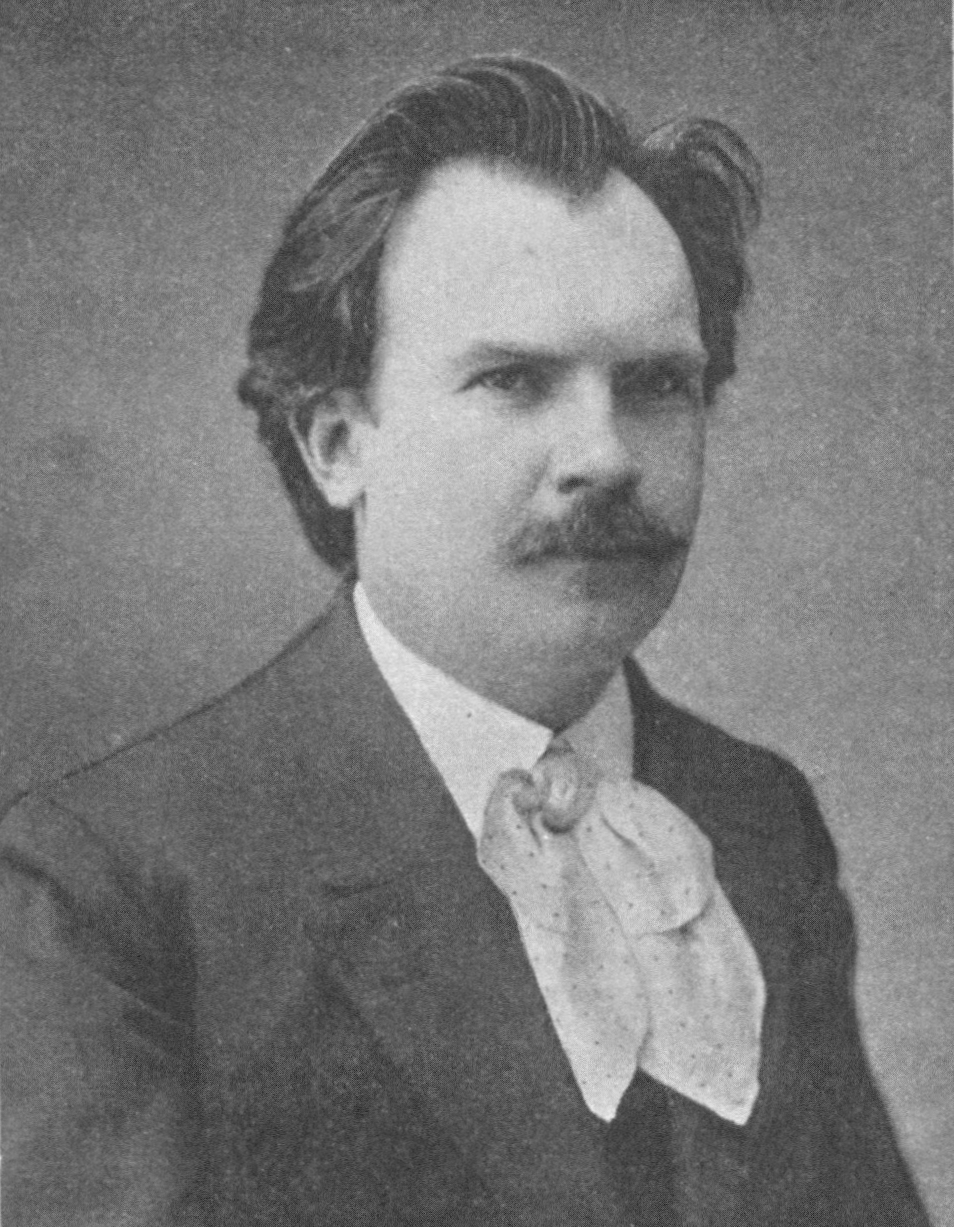
Eugen d’Albert (* 1864)

- 1864: Eugen d’Albert, deutscher Komponist und Pianist
- 1864: Friedrich Wilhelm Nohe, deutscher Fußballfunktionär, 1. Vorsitzender des DFB
- 1864: Michael Mayr, österreichischer Historiker und Politiker
- 1866: Theodor Lerner, deutscher Journalist und Polarforscher
- 1868: George Arliss, britischer Schauspieler
- 1868: Max Eckert-Greifendorff, deutscher Geograph
- 1872ː Helene Schurig, deutsche Malerin, Mitglied der Gruppe Dresdner Künstlerinnen
- 1873: Heinrich Aumund, deutscher Unternehmer und Hochschullehrer
- 1873: Kyösti Kallio, finnischer Staatspräsident
- 1873: John Robert Francis „Frank“ Wild, britischer Polarforscher
- 1876: Jean-Marie Musy, Schweizer Politiker
- 1877: Alfred Kubin, österreichischer Grafiker und Buchillustrator
- 1877: Maria Christina von Bourbon-Sizilien, Prinzessin von Bourbon und Neapel-Sizilien
- 1877: Massimo Massimi, italienischer Kardinal
- 1879: Coenraad Hiebendaal, niederländischer Ruderer
- 1880: Aloys Fischer, deutscher Pädagoge
- 1880: Frances Perkins, US-amerikanische Politikerin
- 1880: Hans Purrmann, deutscher Maler und Grafiker
- 1881: Wjatscheslaw Prokopowytsch, ukrainischer Politiker, Publizist und Historiker
- 1882: Ludwig Hermann, deutscher Chemiker und Unternehmer
- 1884: Manmohandas Soparkar, indischer Mediziner und Parasitologe
- 1885: Christian Hansen, deutscher General
- 1886: John Hayes, US-amerikanischer Marathonläufer, Olympiasieger

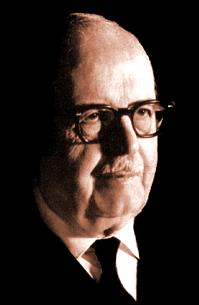
Bernardo Alberto Houssay (* 1887)

- 1887: Bernardo Alberto Houssay, argentinischer Physiologe, Nobelpreisträger
- 1887: Anna von Segesser, Schweizer Krankenschwester und Redaktorin
- 1887: Heinz Tiessen, deutscher Komponist
- 1888ː Ludomila Alexandrowna Scheiwiler-von Schreyder, Schweizer Kämpferin für das Frauenstimmrecht in der Schweiz
- 1888ː Elisabeth Thommen, Schweizer Journalistin, Schriftstellerin und Frauenrechtlerin
- 1891: Harold S. Bucquet, US-amerikanischer Filmregisseur englischer Herkunft
- 1891: Hans José Rehfisch, deutscher Dramatiker
- 1892: Egon von Eickstedt, deutscher Anthropologe
- 1892: Edmond Trudel, kanadischer Dirigent, Pianist und Musikpädagoge
- 1893: Heinrich Ritzel, deutscher Politiker, MdL, MdR, MdB
- 1894: Rudolf von Arps-Aubert, deutscher Kunsthistoriker und Museumsleiter
- 1894: Ben Nicholson, britischer Maler und Objektkünstler
- 1895: Kurt Meyer-Eberhardt, deutscher Maler und Radierer
- 1896: Johann Esser, deutscher Dichter und Gewerkschafter
- 1897: Theodor Bogler, deutscher Keramiker, Architekt und Benediktiner-Pater
- 1897: Eric Knight, britischer Schriftsteller
- 1898: José Loreto Arismendi, venezolanischer Rechtsanwalt und Politiker
- 1898: Fred Hall, US-amerikanischer Musiker und Dirigent
- 1899: Ewa Szelburg-Zarembina, polnische Schriftstellerin
- 1899: Friedrich Traugott Wahlen, Schweizer Politiker und Professor für Landwirtschaft
- 1900: Rudolf Adolph, deutscher Schriftsteller
- 1900: Arnold Orville Beckman, US-amerikanischer Chemiker
- 1900: Ernst Fischer, deutscher Komponist

### 20. Jahrhundert

#### 1901–1925
- 1901: Stefan Szende, ungarisch-schwedischer Politikwissenschaftler, Politiker und Journalist
- 1902: Ernst Balzli, Berner Mundartschriftsteller und Lehrer
- 1902: Harry Mortimer, britischer Komponist und Dirigent
- 1902: Ivo Perilli, italienischer Drehbuchautor und Regisseur
- 1903: Hugh Adcock, britischer Fußballspieler
- 1903: Marjorie Best, US-amerikanische Kostümbildnerin
- 1903: Hans Mettel, deutscher Bildhauer
- 1903: Willy Stahl, deutscher Politiker

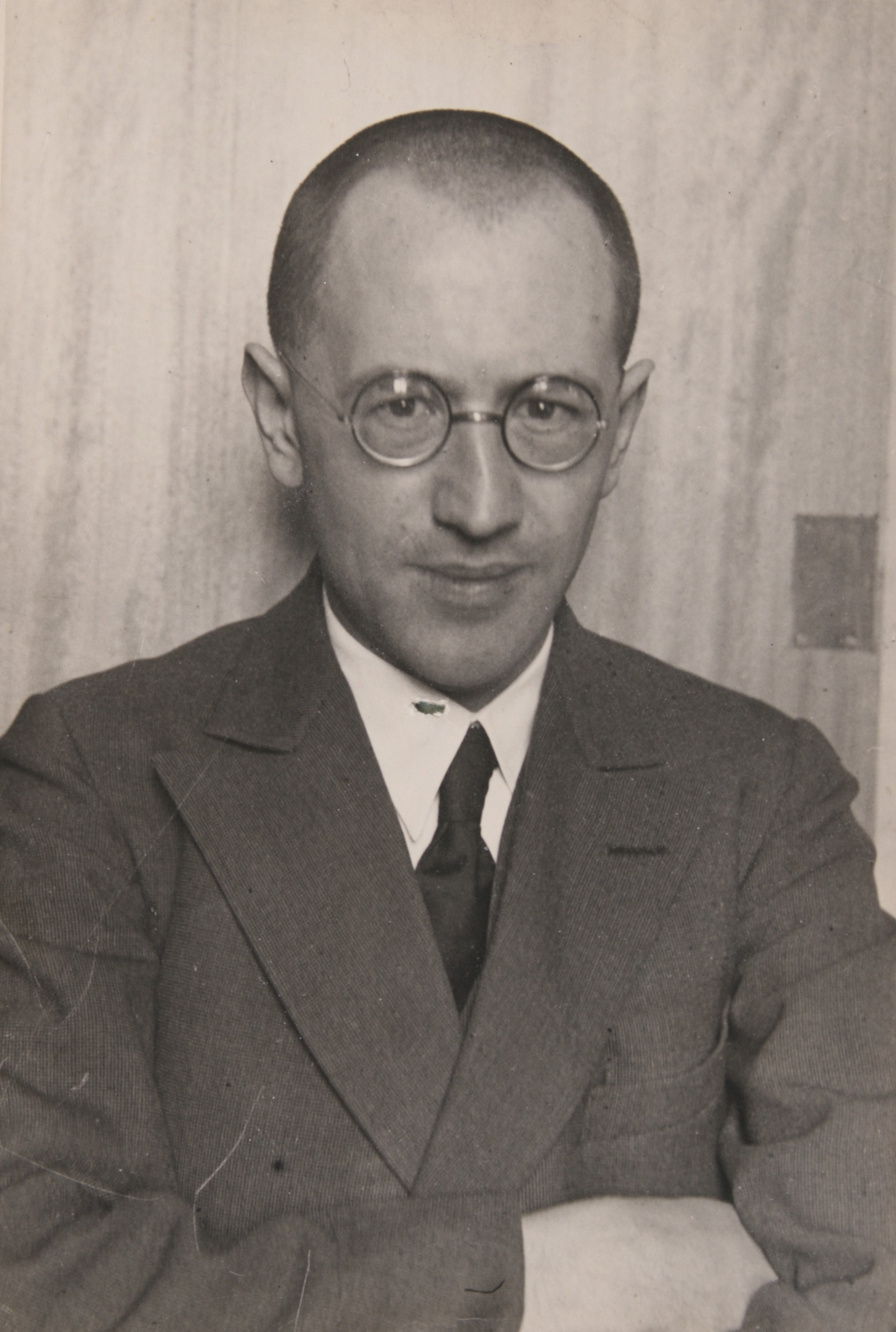
Gerhard Aßfahl (* 1904)

- 1904: Gerhard Aßfahl, deutscher Pädagoge und Heimatforscher
- 1904: Scott E. Forbush, US-amerikanischer Geophysiker
- 1904: Joachim Gottschalk, deutscher Schauspieler
- 1906: Stephen Anderson, US-amerikanischer Hürdenläufer
- 1906: Salvatore Pelosi, italienischer Marineoffizier
- 1907: Abdul Ghafur Breshna, afghanischer Künstler, Komponist und Dichter
- 1908: Bernard Piché, kanadischer Organist, Komponist und Musikpädagoge
- 1909: Edwin Fasching, österreichischer Theologe
- 1909: Clarke Hinkle, US-amerikanischer American-Football-Spieler
- 1909: Hermann Trittelvitz, deutscher Politiker
- 1910: Helenio Herrera, argentinischer Fußballspieler und -trainer
- 1910: Abu-Bakr Khairat, ägyptischer Komponist
- 1910: Bob Marshall, australischer Billardweltmeister, Politiker und Geschäftsmann
- 1910: Paul Sweezy, US-amerikanischer Nationalökonom
- 1913: Walter Schönrock, deutscher Langstreckenläufer
- 1913: Peter Wackernagel, deutscher Regisseur und Intendant
- 1914: Wim ter Burg, niederländischer Komponist, Kirchenmusiker, Chordirigent und Musikpädagoge
- 1916: Ruth Basinski, deutsche Musikerin, Überlebende des Vernichtungslagers Auschwitz und Zeitzeugin
- 1917: Leo Schürmann, Schweizer Politiker
- 1919: Bronė Mingilaitė-Uogintienė, litauische Malerin
- 1924: Wolfgang Menge, deutscher Drehbuchautor und Journalist
- 1924: Wilfried Ortmann, deutscher Schauspieler und Kunstpreisträger der DDR

#### 1926–1950
- 1926: Jacques Castérède, französischer Komponist
- 1926: William H. Danforth, US-amerikanischer Vorstandsdirektor der Washington University

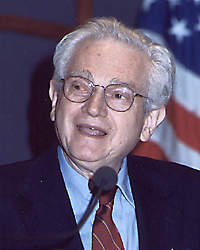
Marshall Warren Nirenberg (* 1927)

- 1927: Marshall Warren Nirenberg, US-amerikanischer Biochemiker und Genetiker
- 1927: Warren Thew, US-amerikanisch-schweizerischer Pianist, Komponist, Lyriker und Zeichner
- 1928: Berit Ås, norwegische Politikerin
- 1928: Rosco Gordon, US-amerikanischer Blues-Musiker
- 1928ː Ev Grüger, vielseitige deutsche Künstlerin
- 1928: Rolf-Hans Müller, deutscher Musiker, Komponist, Orchesterleiter
- 1928: Ota Hofman, tschechischer Drehbuchautor
- 1929: Geraldo do Espírito Santo Ávila, katholischer Geistlicher und Militärbischof von Brasilien
- 1929: Mike Hawthorn, englischer Rennfahrer, Formel-1-Weltmeister
- 1929: Hanns Lothar, deutscher Schauspieler
- 1929: Liz Sheridan, US-amerikanische Schauspielerin

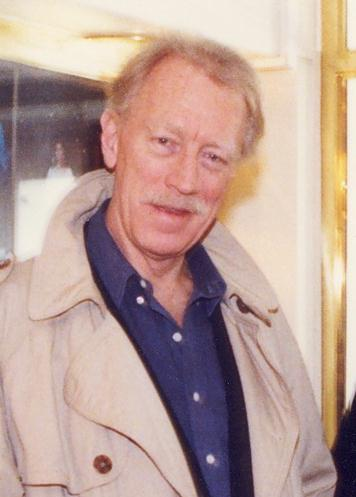
Max von Sydow (* 1929)

- 1929: Max von Sydow, schwedischer Schauspieler
- 1930: Ljutwi Dschiber Achmedow, bulgarischer Ringer
- 1930: Jan Arvan, US-amerikanischer Schauspieler
- 1930: Ray Blanton, US-amerikanischer Politiker
- 1930: Gustav Ciamaga, kanadischer Komponist
- 1930: Eva Marschang, rumänische Literaturforscherin
- 1931: Luís Cabral, Präsident von Guinea-Bissau
- 1931: Paul Halla, österreichischer Fußballspieler
- 1931: Eberhard Kunkel, deutscher Comicautor und Verleger
- 1931: Rafael Solano, dominikanischer Komponist und Pianist
- 1931: Bruno Weber, Schweizer Künstler und Architekt
- 1932: Mae Faggs, US-amerikanische Leichtathletin, Olympiasiegerin
- 1932: Hari Rhodes, US-amerikanischer Schauspieler und Autor
- 1932: Delphine Seyrig, französische Schauspielerin

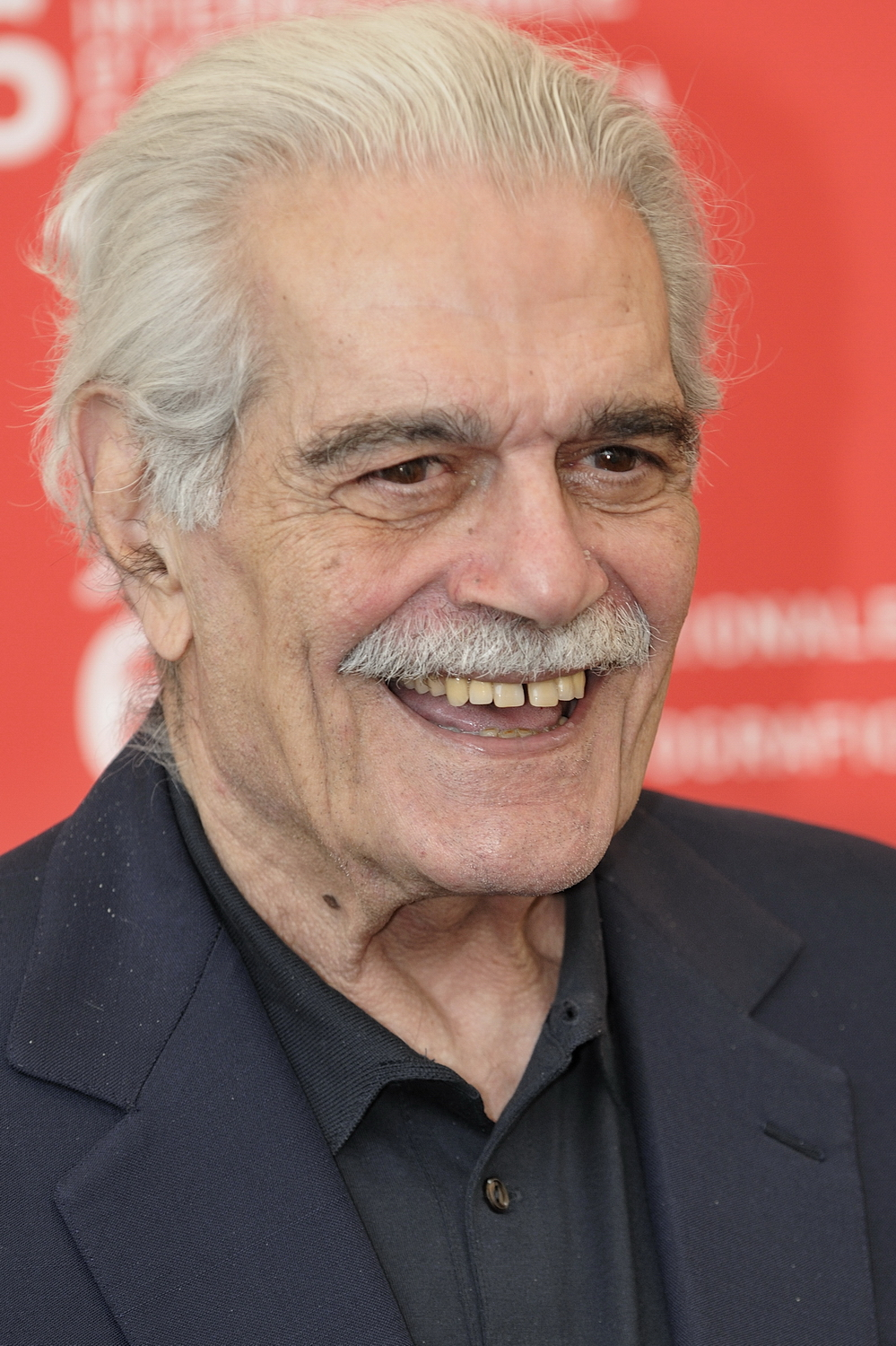
Omar Sharif (* 1932)

- 1932: Omar Sharif, ägyptischer Schauspieler
- 1934: Carel Godin de Beaufort, niederländischer Rennfahrer
- 1934: Zsolt Durkó, ungarischer Komponist
- 1934: Charles Jeffrey, englischer Botaniker
- 1934: Guido Venturoni, Generalstabschef der italienischen Streitkräfte
- 1935: Jorge Mester, mexikanischer Dirigent und Musikpädagoge
- 1937: Bella Achatowna Achmadulina, russische Dichterin, Übersetzerin und Essayistin
- 1937: Manfred Heinrich Wilhelm Autenrieth, deutscher Jurist und Politiker
- 1937: Reinhard Brandt, deutscher Philosoph
- 1937: Wolfgang Jehn, deutscher Komponist
- 1937: Hans Teuscher, deutscher Schauspieler und Synchronsprecher
- 1938: Denny Zeitlin, US-amerikanischer Jazzpianist und Psychiater
- 1939: Hans Kloft, deutscher Althistoriker
- 1939: Claudio Magris, italienischer Schriftsteller, Gelehrter und Übersetzer
- 1940: Clark Blaise, kanadischer Schriftsteller
- 1941: Jamie Reid, kanadischer Dichter, Schriftsteller und Kunst-Aktivist

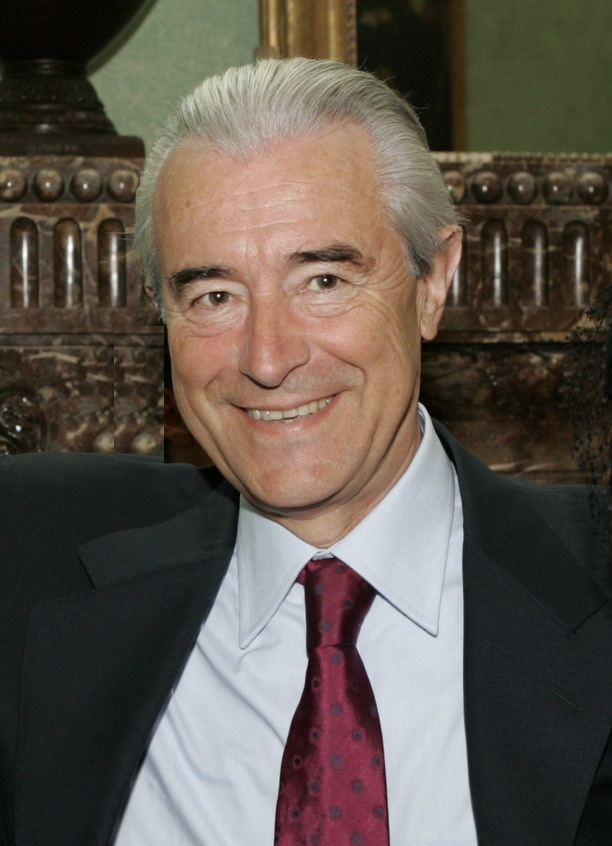
Gilles de Robien (* 1941)

- 1941: Gilles de Robien, französischer Politiker
- 1941: Paul Russo, US-amerikanischer Autorennfahrer
- 1941: Paul Theroux, US-amerikanischer Reiseschriftsteller
- 1941: Martin Waddell, britischer Schriftsteller
- 1942: Ian Callaghan, englischer Fußballspieler
- 1943: Tömöriin Artag, mongolischer Ringer
- 1943: Julio Estrada, mexikanischer Komponist und Musikwissenschaftler
- 1943: Bo Hansson, schwedischer Keyboarder und Komponist
- 1943: Włodzimierz Schmidt, polnischer Schachmeister
- 1944: Fritz Zorn, Schweizer Lehrer und Literat
- 1944: Thüring Bräm, Schweizer Dirigent und Komponist
- 1944: Ladislav Chvalkovský, tschechischer Bassgitarrist und Rocksänger
- 1945: Giuliano Bignasca, Schweizer Politiker, Bauunternehmer und Verleger
- 1945: Karl-Heinz Matthias, deutscher Beamter, Präsident des Zollkriminalamtes
- 1945: Shirley Walker, US-amerikanische Komponistin, Dirigentin, Pianistin und Produzentin
- 1946: Charles Arthur Arnoldi, US-amerikanischer Maler, Grafiker und Bildhauer
- 1946: Anne Boyd, australische Komponistin und Musikpädagogin
- 1946: Yves Daoust, kanadischer Komponist
- 1946: Adolf Winkelmann, deutscher Regisseur und Filmproduzent
- 1947: David A. Adler, US-amerikanischer Kinder- und Jugendbuchautor
- 1947ː Ewa Dałkowska, polnische Schauspielerin
- 1947: Bunny Wailer, jamaikanischer Reggae-Musiker

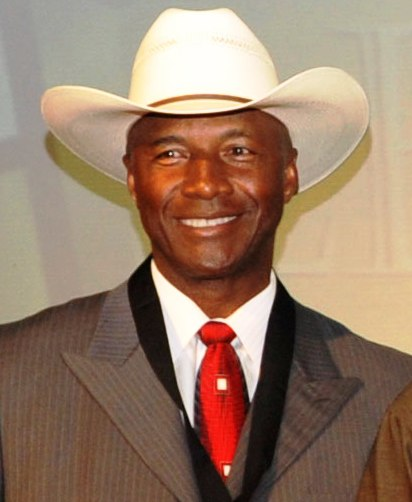
Mel Bount (* 1948)

- 1948: Mel Blount, US-amerikanischer American-Football-Spieler
- 1948: Bernd Clüver, deutscher Schlagersänger
- 1949: Birgit Jürgenssen, österreichische Fotografin
- 1949: Hans-Hermann Tiedje, deutscher Journalist und Medien-Manager
- 1950: Kurt Edler, deutscher Lehrer und Kommunalpolitiker
- 1950: Eddie Hazel, US-amerikanischer Gitarrist

#### 1951–1975
- 1951: Juan Ignacio Arrieta Ochoa de Chinchetru, spanischer Kurienbischof
- 1951: Kork Ballington, südafrikanischer Motorradrennfahrer
- 1951: Jacqueline Cramer, niederländische Wissenschaftlerin und Politikerin, Umweltministerin

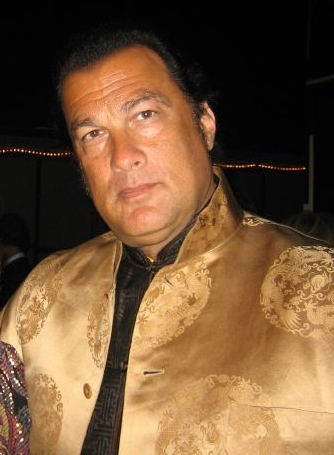
Steven Seagal (* 1952)

- 1952: Steven Seagal, US-amerikanischer Schauspieler
- 1952: Grigori Alexejewitsch Jawlinski, russischer Politiker, Vorsitzender der Partei Jabloko
- 1952: Zoran Petrović, serbisch-jugoslawischer Fußballschiedsrichter
- 1952: Richard Wagner, deutschsprachiger Schriftsteller
- 1953: Bob Boilen, US-amerikanischer Radiomoderator, Musiker und Autor
- 1953: Heiner Lauterbach, deutscher Schauspieler
- 1953: David Moorcroft, britischer Leichtathlet
- 1954: Angelika Hellmann, deutsche Geräteturnerin
- 1954: Peter MacNicol, US-amerikanischer Schauspieler
- 1954: William A. Moody, US-amerikanischer Wrestler
- 1954: Jouko Törmänen, finnischer Skispringer
- 1955: Marit Breivik, norwegische Handballspielerin und -trainerin
- 1955: Sabina Trooger, deutsche Schauspielerin, Synchronsprecherin und Schriftstellerin
- 1956: Carol V. Robinson, britische Chemikerin
- 1957: Afrika Bambaataa, US-amerikanischer Rapper
- 1957: Aliko Dangote, nigerianischer Unternehmer
- 1957: John M. Ford, US-amerikanischer Schriftsteller
- 1957: Birgit Heinecke, deutsche Handballspielerin
- 1958: Michael Fock, deutscher Jurist
- 1958: Kathleen Glynn, US-amerikanische Grafik-Designerin und Film-Produzentin
- 1958: Brigitte Holzapfel, deutsche Leichtathletin
- 1958: Elmar Məhərrəmov, aserbaidschanischer Schachspieler

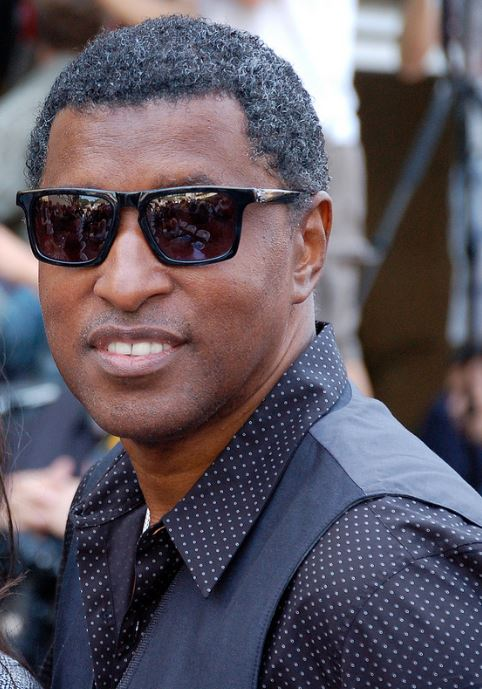
Babyface (* 1959)

- 1959: Babyface, US-amerikanischer R&B- und Popsänger, Songwriter und Produzent
- 1959: Katrin Mietzner, deutsche Handballspielerin
- 1959: Jochen Nickel, deutscher Schauspieler
- 1959: Brian Setzer, US-amerikanischer Musiker
- 1959: Stanislaw Tillich, deutscher Politiker
- 1960: Maja Catrin Fritsche, deutsche Schlagersängerin
- 1960: Katrina Leskanich, US-amerikanische Sängerin
- 1962: Outhai Dhammiko, laotischer buddhistischer Mönch und Abt
- 1962: Wolfgang Edenharder, deutscher Sänger
- 1962: Jukka Tammi, finnischer Eishockeyspieler
- 1963: Mark Oliver Everett, US-amerikanischer Musiker

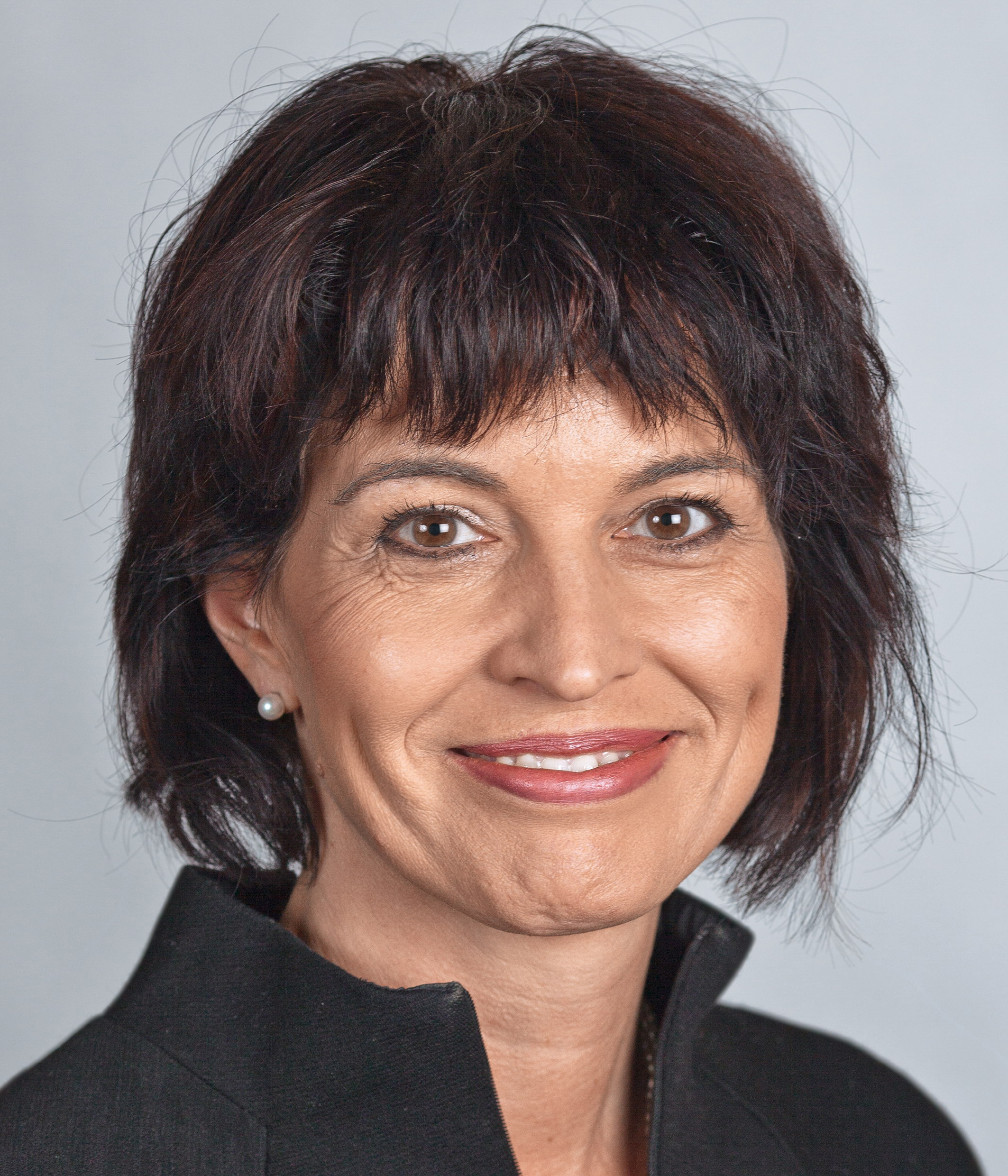
Doris Leuthard (* 1963)

- 1963: Doris Leuthard, Schweizer Politikerin
- 1963: Florian Streibl, bayerischer Landespolitiker
- 1964: Andreas Aepken, deutscher Fußballtorwart
- 1964: Manon Bollegraf, niederländische Tennisspielerin
- 1964: Nancy Brilli, italienische Schauspielerin
- 1964: Jeremy Filsell, britischer Pianist und Organist
- 1964: Alexander Fischinger, deutscher Fußballtrainer
- 1964: Jörg Gerkrath, deutscher Rechtswissenschaftler
- 1964: Andrea Honer, österreichische Moderatorin, Schauspielerin und Sprecherin
- 1964: Georg Leiste, deutscher Comedian, Comedy-Akrobat und Clown
- 1965: Tim Alexander, US-amerikanischer Schlagzeuger
- 1965: Jure Robič, slowenischer Radrennfahrer
- 1965: Bernd Schneider, deutscher Schachspieler
- 1965: Oliver Mielke, deutscher Regisseur, Autor und Produzent
- 1966: Tamaki Daidō, japanische Schriftstellerin
- 1967: David Rovics, US-amerikanischer Sänger, Texter und politischer Protestler
- 1969: Jochen Lettmann, deutscher Kanute
- 1969: Georg Nüßlein, deutscher Politiker, MdB
- 1970: Nicola Caccia, italienischer Fußballspieler und -trainer
- 1970: Pauline Konga, kenianische Leichtathletin
- 1970: Ron van den Beuken, niederländischer Trance-DJ und -Produzent
- 1971: Joey DeFrancesco, US-amerikanischer Jazzorganist
- 1971: Markus Koch, deutscher Journalist

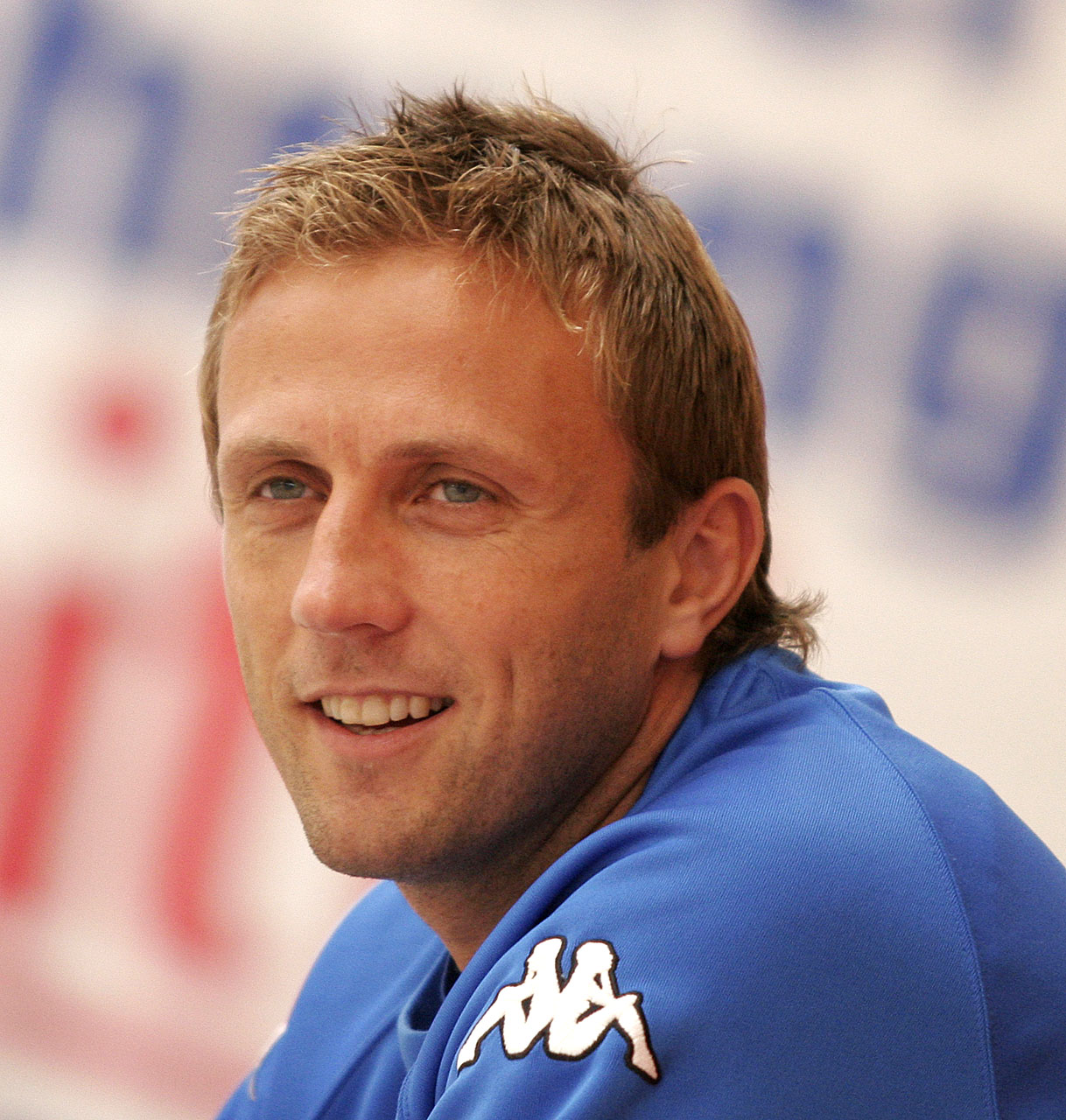
Steinar Ege (* 1972)

- 1972: Steinar Ege, norwegischer Handballspieler
- 1972: Sami Yli-Sirniö, finnischer Gitarrist
- 1973: Roberto Carlos, brasilianischer Fußballspieler
- 1973: Rico Glaubitz, deutscher Fußballspieler
- 1974: Martin Albertsen, dänischer Handballtrainer
- 1974: Andreas Andersson, schwedischer Fußballspieler
- 1974: Henning Wehn, deutscher Stand-up-Comedian
- 1975: Judith Augoustides, deutsch-südafrikanische Beachvolleyballspielerin
- 1975: Tino Boos, deutscher Eishockeyspieler
- 1975: David Harbour, US-amerikanischer Schauspieler

#### 1976–2000
- 1976: Jan Werner Danielsen, norwegischer Sänger
- 1976: Sara Renner, kanadische Skilangläuferin
- 1977: Mladen Bartolović, bosnisch-herzegowinischer Fußballspieler

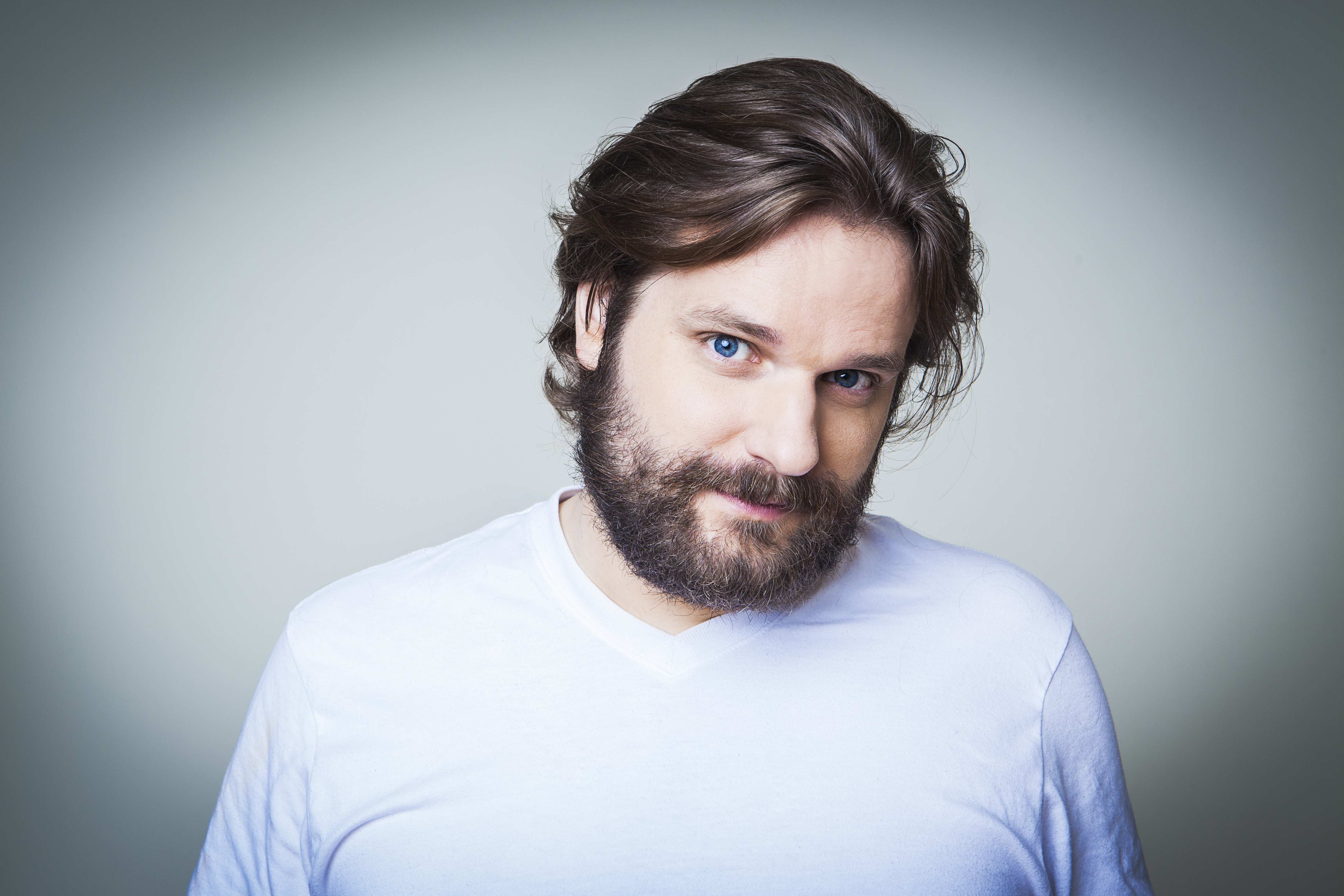
Gronkh (* 1977)

- 1977: Gronkh, deutscher Webvideoproduzent
- 1977: Laura Jordan, kanadische Schauspielerin
- 1978: Hervé Arcade, französischer Straßenradrennfahrer
- 1978: Eva Maria Dollinger, österreichische Triathletin
- 1978: Joe Pack, US-amerikanischer Freestyle-Skier
- 1979: Jana Bundfuss, deutsche Pornodarstellerin, Model und Moderatorin
- 1979: Rachel Corrie, US-amerikanische Friedensaktivistin
- 1979: Shemekia Copeland, US-amerikanische Blues-Sängerin
- 1979: Sophie Ellis-Bextor, britische Sängerin
- 1980: Gro Hammerseng-Edin, norwegische Handballspielerin
- 1980: Charlie Hunnam, britischer Schauspieler
- 1980: Andy Ram, israelischer Tennisspieler
- 1980: Shao Jiayi, chinesischer Fußballspieler
- 1980: Jimmy Rosenberg, niederländischer Jazzgitarrist
- 1981: Gretchen Bleiler, US-amerikanische Snowboarderin
- 1981: Kristin Kartheuser, deutsche Handballspielerin
- 1981: Liz McClarnon, britische Sängerin, Tänzerin und Moderatorin
- 1981: Michael Pitt, US-amerikanischer Schauspieler
- 1981: Viola Tami, Schweizer Moderatorin und Schauspielerin
- 1981: Yves V, belgischer DJ und Produzent
- 1982: Nadija Mejcher, ukrainische Sängerin, Schauspielerin und Fernsehmoderatorin
- 1982: Adnan Mravac, bosnisch-herzegowinischer Fußballspieler
- 1983: Yasin Avcı, türkischer Fußballspieler
- 1983: Fumiyuki Beppu, japanischer Radsportler
- 1983: Ryan Merriman, US-amerikanischer Schauspieler

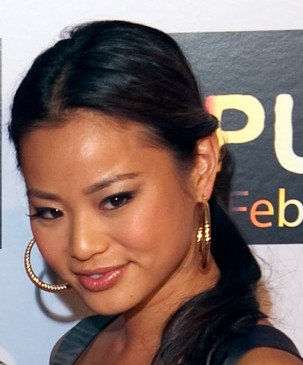
Jamie Chung (* 1983)

- 1983: Jamie Chung, US-amerikanische Schauspielerin
- 1984: Gonzalo Rodríguez, argentinischer Fußballspieler
- 1984: Rui Machado, portugiesischer Tennisspieler
- 1984: Mandy Moore, US-amerikanische Popsängerin und Schauspielerin
- 1985: Juan Carlos Arce Justiniano, bolivianischer Fußballspieler
- 1985: Wang Meng, chinesische Shorttrackerin
- 1986: Fernando Gago, argentinischer Fußballspieler
- 1986: Vincent Kompany, belgischer Fußballspieler
- 1987: Shay Mitchell, US-amerikanische Schauspielerin
- 1987: Jamie Renée Smith, US-amerikanische Filmschauspielerin

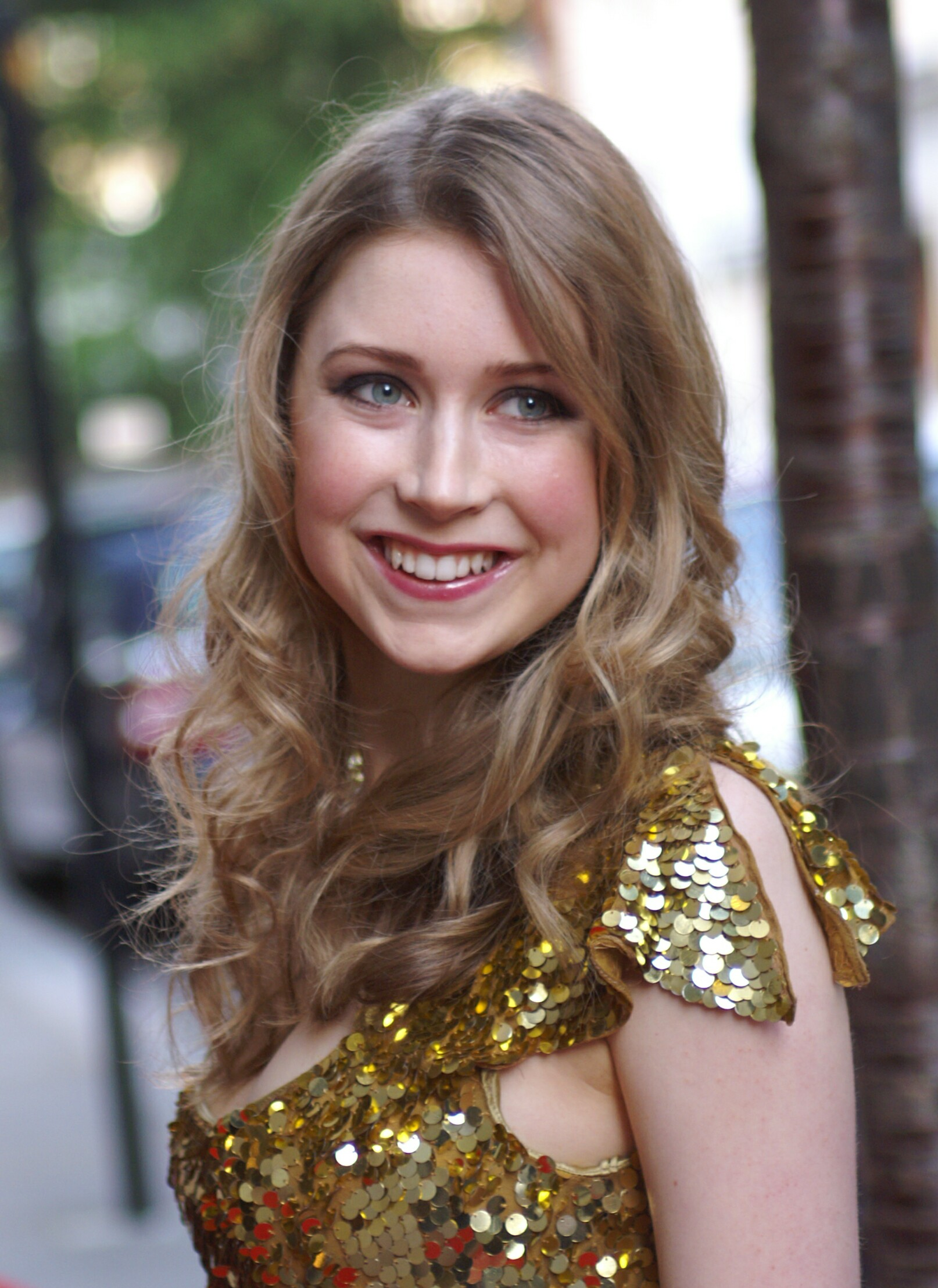
Hayley Westenra (* 1987)

- 1987: Hayley Westenra, neuseeländisch-irische Sängerin
- 1988: Aude Aguilaniu, französische Skisportlerin
- 1988: Kim Falkenberg, deutscher Fußballspieler
- 1988: Junior Fernándes, chilenisch-brasilianischer Fußballspieler
- 1988: Haley Joel Osment, US-amerikanischer Schauspieler
- 1988: Özgürcan Özcan, türkischer Fußballspieler
- 1989: Jenny Alm, schwedische Handballspielerin
- 1989: Michael Dunlop, britischer Motorradrennfahrer
- 1989: Nazir Jaser, syrischer Radrennfahrer
- 1989: Gabor Langhans, deutscher Handballspieler
- 1989: Viktoria Ngotsé, deutsche Schauspielerin
- 1989: Welinton, brasilianischer Fußballspieler
- 1990: Ben Amos, englischer Fußballspieler
- 1990: Florian Hempel, deutscher Dart- und Handballspieler
- 1990: Alex Pettyfer, britischer Schauspieler
- 1991: Moufoutaou Adou, beninischer Fußballspieler
- 1991: Yves Lampaert, belgischer Radrennfahrer
- 1991: Royce White, US-amerikanischer Basketballspieler
- 1992: Marlon Boess, österreichischer Schauspieler
- 1992: Daisy Ridley, britische Schauspielerin
- 1993: Rune Dahmke, deutscher Handballspieler
- 1994: Edem Atovor, ghanaische Fußballspielerin
- 1994: Leopold Zingerle, deutscher Fußballspieler
- 1995: Matteo Fabbro, italienischer Radrennfahrer
- 1995: Pascal Reddig, deutscher Politiker und Mitglied des Bundestages
- 1995: Ross Stewart, schottischer Fußballspieler
- 1996: Pauline Bremer, deutsche Fußballspielerin
- 1997: Simon van Dorp, niederländischer Ruderer
- 1997: Nino, brasilianischer Fußballspieler
- 1998: Ashley Ausburn, US-amerikanische Kinderdarstellerin
- 2000: Surf Mesa, US-amerikanischer Musikproduzent
- 2000: Sabina Šurjan, serbische Tischtennisspielerin

### 21. Jahrhundert
- 2001: Ayman Azhil, marokkanisch-deutscher Fußballspieler
- 2001: Vicente Besuijen, niederländischer Fußballspieler
- 2001: Lilou Wadoux, französische Autorennfahrerin

## Gestorben

### Vor dem 17. Jahrhundert
- 879: Ludwig II., westfränkischer König
- 947: Hugo I., König von Niederburgund und Italien
- 1008: Notger von Lüttich, Bischof von Lüttich
- 1028: Fulbert, Bischof von Chartres
- 1034: Warmann, Bischof von Konstanz
- 1055: Konrad II., Herzog von Bayern
- 1146: Injong, 17. König des koreanischen Goryeo-Reiches
- 1152: Eberwin von Helfenstein, deutscher Prämonstratenser, katholischer Heiliger
- 1216: Erik X., König von Schweden
- 1232: Rudolf II., Graf von Habsburg
- 1237: Landri de Mont, Bischof von Sitten
- 1282: Ahmad Fanakati, Finanzminister Kubilai Khans
- 1295: Balduin von Avesnes, französischer Adeliger und Chronist
- 1327: Friedrich I., Graf von Veldenz
- 1330: Otto II., Herzog zu Braunschweig-Lüneburg
- 1331: Engelbert von Admont, österreichischer Benediktiner, katholischer Heiliger
- 1341: Nanker, Bischof von Krakau und Breslau
- 1343: Philipp V. von Falkenstein, deutscher Adeliger

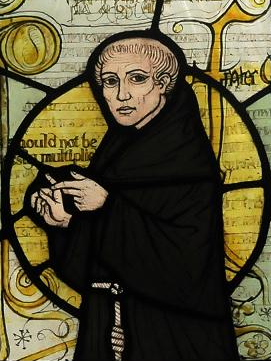
Wilhelm von Ockham († 1347)

- 1347: Wilhelm von Ockham, englischer Philosoph und Scholastiker
- 1362: Matilda Plantagenet, Countess of Leicester, Herzogin von Straubing-Holland
- 1380: Manuel Kantakuzenos, Despot von Morea
- 1466: Johann V., Graf von Hoya
- 1518: Johann VI. von Saalhausen, Bischof von Meißen
- 1533: Friedrich I., König von Dänemark, Herzog von Schleswig und Holstein
- 1538: Melchior Feselen, deutscher Maler
- 1545: Costanzo Festa, italienischer Komponist
- 1548: Francisco de Carvajal, spanischer Konquistador
- 1548: Gonzalo Pizarro, spanischer Konquistador
- 1570: Johann Walter, deutscher Kantor
- 1578: Johanna von Österreich, österreichische Renaissancefürstin, Großherzogin der Toskana
- 1585: Gregor XIII., Papst
- 1586: Louise de La Béraudière du Rouhet, französische Mätresse
- 1587: Heinrich III., Herzog von Münsterberg und Bernstadt
- 1589: Margareta von Chlum, Äbtissin des Stiftes Gandersheim
- 1599: Gabrielle d’Estrées, Geliebte Heinrichs IV. von Frankreich

### 17. und 18. Jahrhundert
- 1605: Albrecht VII., Graf von Schwarzburg-Rudolstadt
- 1606: Wolf Ernst zu Stolberg, Landesherr verschiedener Stolberger und Wernigerodaer Landesteile
- 1607: Christophe d’Assonleville, spanischer Botschafter
- 1630: William Herbert, 3. Earl of Pembroke, englischer Adliger
- 1637: Jakob Müller, deutscher Mediziner und Mathematiker
- 1640: Agostino Agazzari, italienischer Komponist und Musiktheoretiker

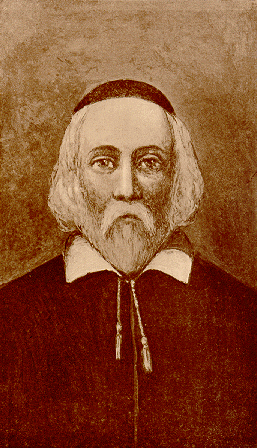
William Brewster († 1644)

- 1644: William Brewster, Kirchenältester der separatistischen Kongregationalisten an Bord der Mayflower
- 1646: Santino Solari, italienischer Barockbaumeister (Salzburger Dom)
- 1648: Hans Jakob von Koseritz, Mitglied der „Fruchtbringenden Gesellschaft“
- 1657: Johann Konrad Varnbüler, württembergischer Freiherr und Diplomat
- 1658: Peter Concorz, kaiserlicher Kammerbildhauer, Hofbaumeister in Wien
- 1676: Philipp Crusius, deutscher Jurist, Diplomat und Verwaltungsbeamter († 1676)
- 1681: Philipp I., erster Graf zu Schaumburg-Lippe
- 1694: Catharina Regina von Greiffenberg, österreichische geistliche Lyrikerin
- 1704: Wilhelm Egon von Fürstenberg-Heiligenberg, Bischof von Straßburg und Premierminister von Kurköln
- 1707: Valentin Kühne, Nordharzer Holzschnittmeister
- 1716: Samuel Faber, Nürnberger Theologe und Dichter
- 1718: Georg Friedrich Meinhart, deutscher evangelischer Theologe
- 1721: Joachim Gerstenbüttel, deutscher Komponist
- 1723: Leopold Schlik zu Bassano und Weißkirchen, kaiserlicher Feldmarschall, Generalkriegskommissar und Botschafter
- 1728: Nicodemus Tessin der Jüngere, schwedischer Architekt
- 1730: Nicolas Chalon du Blé, französischer Militär, Diplomat und Außenminister
- 1733: Daniel Joseph Mayer von Mayern, Erzbischof von Prag
- 1741: Celia Fiennes, englische Reiseschriftstellerin
- 1742: Wilhelmine Amalie von Braunschweig-Lüneburg, Ehefrau von Kaiser Joseph I.
- 1743: Jean-Pierre Bergier, Schweizer evangelischer Geistlicher
- 1747: Johann Werner von Broich, Schöffe und Bürgermeister der Reichsstadt Aachen
- 1749: Gottfried Anshelm von Lindenau, deutscher Rittergutsbesitzer
- 1756: Giacomo Antonio Perti, italienischer Kirchenmusiker und Komponist
- 1758: Lorenz Heister, deutscher Anatom
- 1764: Christian Gottlob Gerber, deutscher lutherischer Theologe und Historiker
- 1767: Johann Elias Ridinger, Württemberger Tiermaler, Radierer, Kupferstecher und Verleger
- 1779: Grigori Nikolajewitsch Teplow, russischer Komponist
- 1786: John Byron, englischer Südseeforscher
- 1793: Frans Burman, niederländischer reformierter Theologe
- 1799: Friederike von Alvensleben, deutsche Schauspielerin

### 19. Jahrhundert
- 1806: Horatio Gates US-amerikanischer General

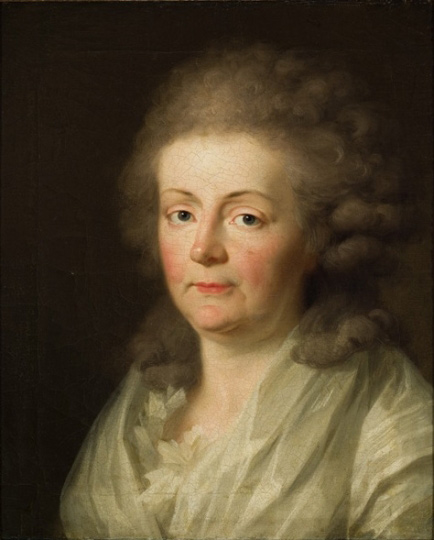
Anna Amalia († 1807)

- 1807: Anna Amalia von Braunschweig-Wolfenbüttel, deutsche Herzogin und Komponistin
- 1808: Karl Heinrich von Nassau-Siegen, französischer Abenteurer und Marineoffizier
- 1812: Carl Christian Erhard Schmid, deutscher evangelischer Theologe und Philosoph
- 1813: Christian Daniel von Finckh, Tribunalrichter in Oldenburg
- 1813: Joseph-Louis Lagrange, italienischer Mathematiker und Astronom
- 1822: Antoine-Joseph-Eulalie de Beaumont d’Autichamp, französischer Militär
- 1823: Carl Leonhard Reinhold, österreichischer Vertreter der deutschen Aufklärung
- 1824: Jean-Baptiste Drouet, Postmeister, französischer Revolutionär
- 1826: Thaddäus Müller, Schweizer Theologe
- 1837: Hans Ernst Bütemeister, deutscher Beamter
- 1839: Daniel Steinmann, Schweizer Kaufmann und Politiker
- 1848: Godert Alexander Gerard Philip van der Capellen, niederländischer Politiker
- 1851: Francisco Ferrera, Präsident von Honduras
- 1855: Ernst Ferdinand Oehme, Maler der deutschen Romantik
- 1858: Karl Heinrich Oeckinghaus, deutscher Porträtmaler
- 1863: Giovanni Battista Amici, italienischer Astronom und Optiker
- 1863: Hermann Steudner, deutscher Naturforscher und Afrikaforscher
- 1874: Heinrich von Kittlitz, deutscher Ornithologe, Naturforscher, Reisender und Zeichner
- 1877: Attilio Catelli, italienischer Librettist
- 1878: Pierre-Ignace Aubry, schweizerischer Politiker
- 1880: Johann Bast, deutsch-US-amerikanischer Architekt
- 1883: Emilie Mayer, deutsche Komponistin
- 1887: Wilhelm Adolf Schmidt, deutscher Historiker
- 1887ː Karoline Stern, deutsche Opernsängerin (Sopran)
- 1888: Marie von Württemberg, paragierte Landgräfin von Hessen-Philippsthal
- 1891: Josef Arnold, schweizerischer Politiker
- 1897: Friedrich Franz III., Großherzog von Mecklenburg-Schwerin

### 20. Jahrhundert

#### 1901–1950
- 1905: Martin Garlieb Amsinck, deutscher Schiffbauer und Reeder

Ignaz Auer († 1907)

- 1907: Ignaz Auer, deutscher Politiker
- 1907: Max Haushofer, deutscher Nationalökonom und Schriftsteller
- 1910: Hermann von Arnswaldt, deutscher Offizier, Landwirt und Politiker
- 1911: Mikalojus Čiurlionis, litauischer Komponist und Maler
- 1911: Samuel Loyd, US-amerikanischer Spieleerfinder und Rätselspezialist
- 1912: Ernst Christian Achelis, deutscher Theologe
- 1912: Alfred Eckbrecht von Dürckheim-Montmartin, deutscher Offizier
- 1914: Ferdinand Leopold von Andrian-Werburg, österreichischer Geologe und Anthropologe
- 1914: Karl Ernst Schrod, deutscher Priester, Pastoraltheologe und Liturgiker, Weihbischof in Trier
- 1919: Emiliano Zapata, mexikanischer Revolutionär
- 1920: Tryggve Andersen, norwegischer Schriftsteller
- 1921: Lorenz Werthmann, deutscher katholischer Priester und Sozialpolitiker, Gründer des Deutschen Caritasverbandes
- 1921: Elise von Wolfersdorff, deutsche Schriftstellerin

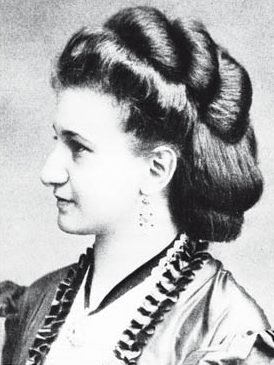
Auguste Hauschner († 1924)

- 1924: Auguste Hauschner, deutsche Schriftstellerin

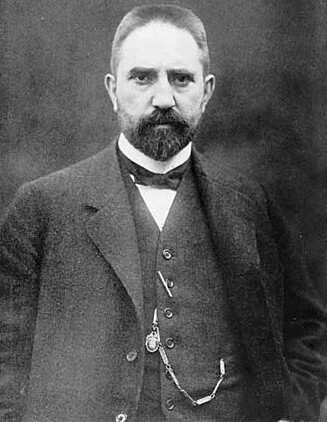
Hugo Stinnes († 1924)

- 1924: Hugo Stinnes, deutscher Großindustrieller und Politiker
- 1925ː Johanna Presler, deutsche Schriftstellerin und Schauspielerin
- 1931: Hans Aschenborn, deutscher Tiermaler, Illustrator und Autor
- 1931: Khalil Gibran, libanesischer Künstler und Dichter
- 1936: Gian Mario Beltrami, italienischer General der Luftwaffe
- 1937: Kenelm Lee Guinness, britischer Unternehmer und Autorennfahrer
- 1938: Joe King Oliver, US-amerikanischer Kornettist
- 1939: Franz-Joseph Ahles, deutscher Dichter
- 1941: Joseph Saucier, kanadischer Sänger, Chorleiter und Pianist
- 1945ː Cornelia Bosch, niederländische Widerstandskämpferin
- 1945: Václav Dobiáš, tschechischer Widerstandskämpfer
- 1945: Marcel Constans, französischer Autorennfahrer
- 1945: Johan de Haas, niederländischer Autor und Anarchist
- 1945: Augustin Malroux, französischer Politiker und Résistant
- 1948: Wilhelm Külz, deutscher Politiker, MdR, Reichsinnenminister, Oberbürgermeister Dresdens
- 1949: Jara Beneš, tschechischer Komponist

#### 1951–2000
- 1952: Frederic Austin, englischer Opernsänger und Komponist
- 1952: Erik Larsen, dänischer Ruderer
- 1952: Anna Mollwo, deutsche Malerin
- 1954: Ludwig Curtius, deutscher Archäologe
- 1954: Auguste Lumière, französischer Filmpionier
- 1955: Oskar Lindberg, schwedischer Komponist

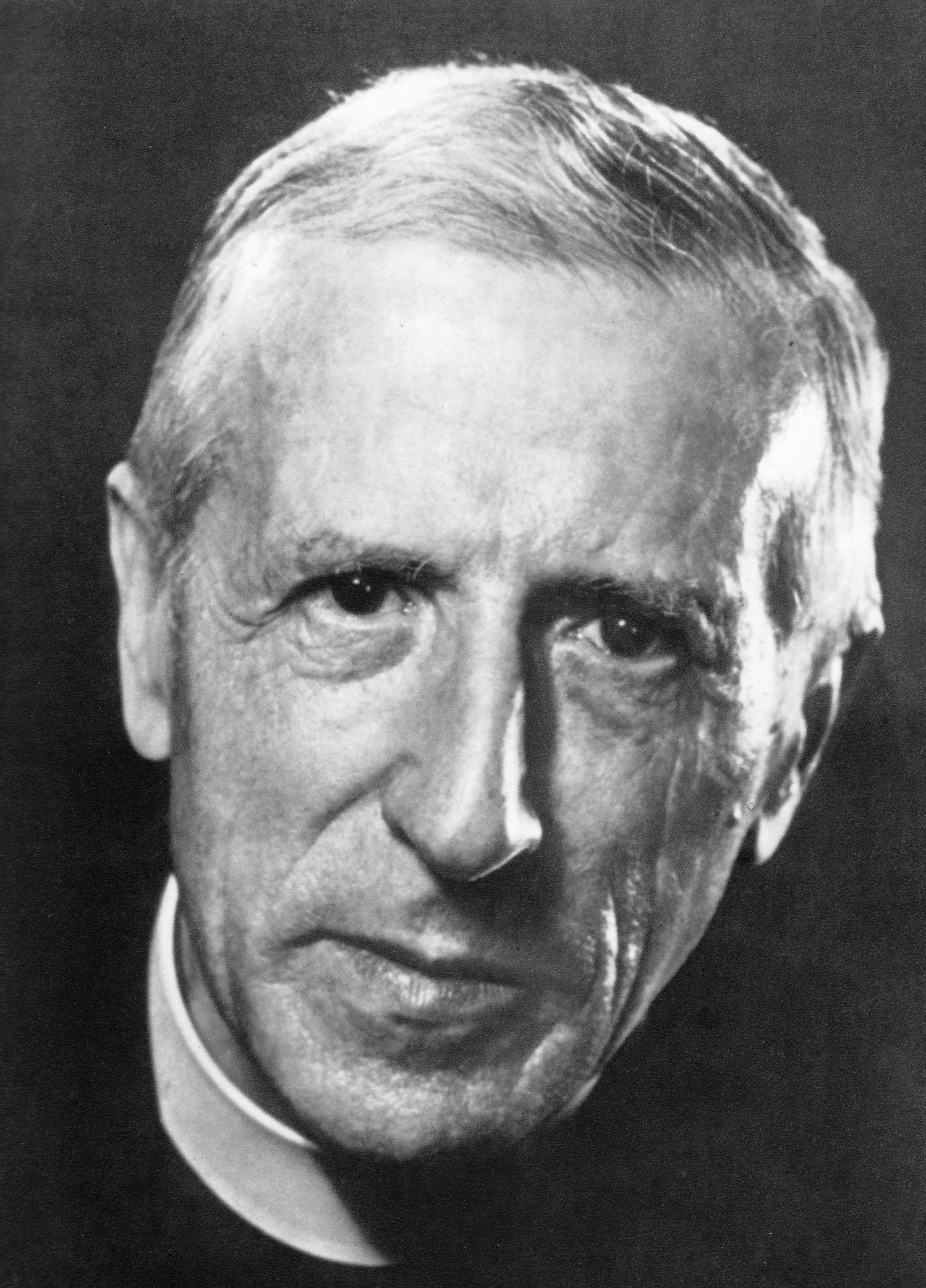
Pierre Teilhard de Chardin († 1955)

- 1955: Pierre Teilhard de Chardin, französischer Jesuit und Naturwissenschaftler
- 1956: Božidar Širola, kroatischer Komponist
- 1958: Helene Lübbers-Wegemann, deutsche Malerin
- 1958: Chuck Willis, US-amerikanischer Blues- und Rhythm-and-Blues-Sänger und Songwriter
- 1958: Jean Philippe Vogel, niederländischer Orientalist
- 1961: Kurt Annecke, deutscher Apotheker
- 1961: Ernst Bickel, deutscher Altphilologe
- 1962: Adolf Reiss, deutscher Mäzen
- 1962: Stuart Sutcliffe, britischer Maler und Musiker (The Beatles)
- 1964: Peter van Aubel, deutscher Volkswirt und Verbandsfunktionär
- 1965: Lloyd Casner, US-amerikanischer Autorennfahrer und Teamchef
- 1965: Linda Darnell, US-amerikanische Schauspielerin
- 1965: La Belle Otéro, spanische Revue-Tänzerin, Sängerin
- 1965: Hans Soenius, deutscher Motorradrennfahrer
- 1966: Heinz Barwich, deutscher Kernphysiker

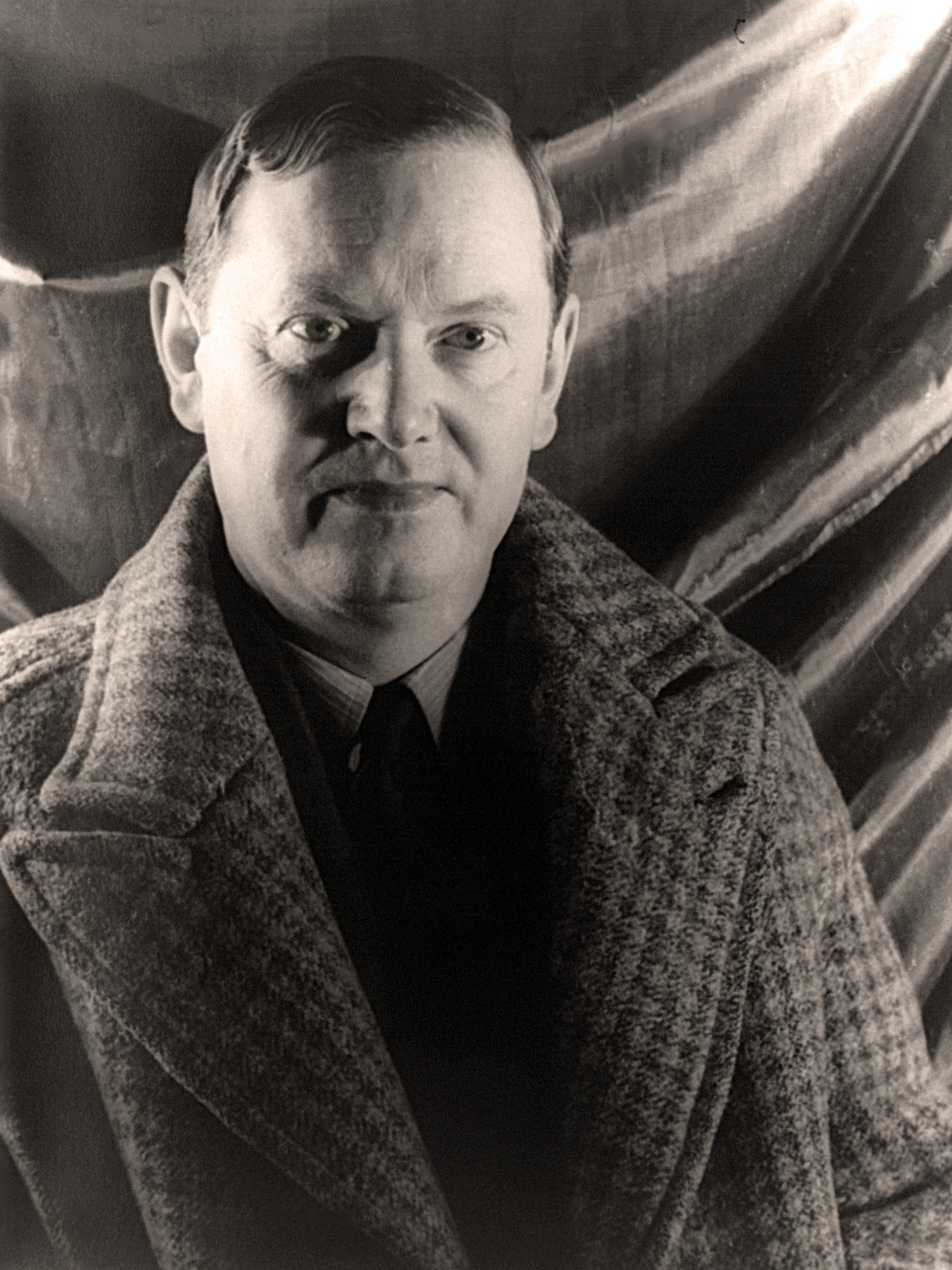
Evelyn Waugh († 1966)

- 1966: Evelyn Waugh, britischer Schriftsteller
- 1967: Paul Assmann, deutscher Geologe und Paläontologe
- 1967: Oscar Chisini, italienischer Mathematiker
- 1969: Claus Back, deutscher Schriftsteller
- 1969: Harley Earl, US-amerikanischer Fahrzeugdesigner
- 1969: Werner Keyßner, deutscher Reichstagsabgeordneter
- 1970: Rudolf Bergander, deutscher Maler und Kartenzeichner
- 1970: Leopold Nenninger, deutscher Orgelbauer
- 1970: Mishel Piastro, US-amerikanischer Geiger und Dirigent
- 1971: Ñico Lora, dominikanischer Musiker und Komponist
- 1971: Charles Veillon, Schweizer Unternehmer
- 1976: Enrico Mainardi, italienischer Cellist, Komponist und Dirigent
- 1976: Ramón Otero Pedrayo, spanisch-galicischer Schriftsteller
- 1978: José Delaquerrière, kanadischer Sänger, Komponist und Musikpädagoge
- 1979: Dom Paul Benoit, luxemburgischer Komponist
- 1979: Nino Rota, italienischer Komponist
- 1979: Berta Wirthel, deutsche Politikerin

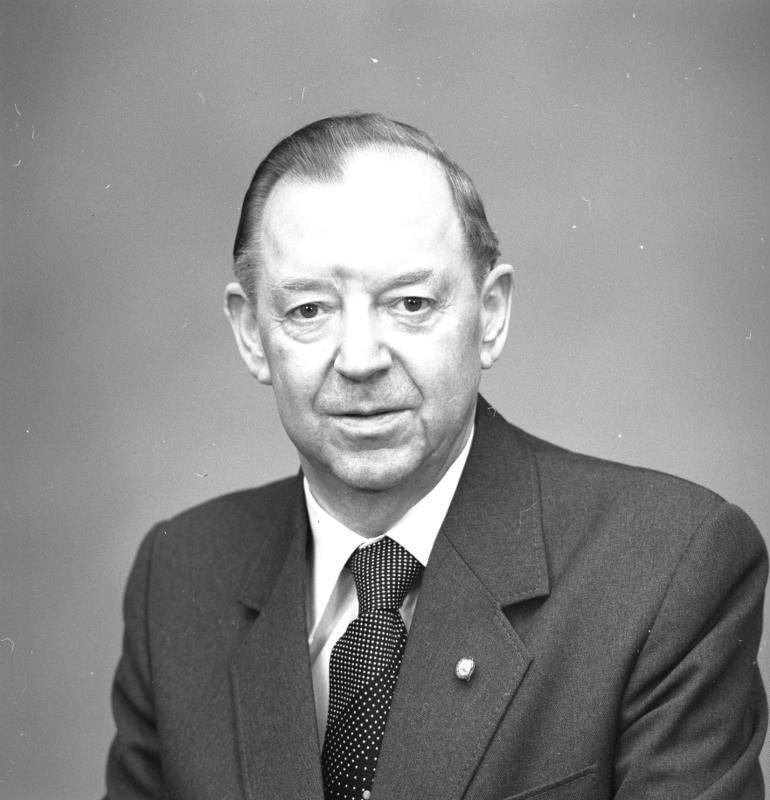
Gerhard Grüneberg († 1981)

- 1981: Gerhard Grüneberg, deutscher Maurer und Abgeordneter in der DDR
- 1982: Peter Brückner, deutscher Sozialpsychologe
- 1984: Hans Drexler, deutscher Altphilologe
- 1984: Willy Semmelrogge, deutscher Schauspieler
- 1985: Arthur Hübscher, deutscher Philosoph, Kulturwissenschaftler und Philologe
- 1985: Eusebio Sempere, spanischer Maler
- 1986: Eugen Grimminger, deutscher Wirtschaftstreuhänder, Widerstandskämpfer
- 1987: Berta Drews, deutsche Schauspielerin
- 1988: Kuwabara Takeo, japanischer Literaturwissenschaftler und Übersetzer
- 1989: Mogens Brems, dänischer Schauspieler
- 1989: Takehiro Irokawa, japanischer Schriftsteller
- 1990: Margarete Adler, österreichische Schwimmerin
- 1990: Wealthy Babcock, US-amerikanische Mathematikerin
- 1990: Luo Niansheng, chinesischer Altphilologe
- 1991: Jumdschaagiin Tsedenbal, Politiker der Mongolischen Volksrepublik
- 1992: Peter D. Mitchell, britischer Chemiker, Nobelpreisträger

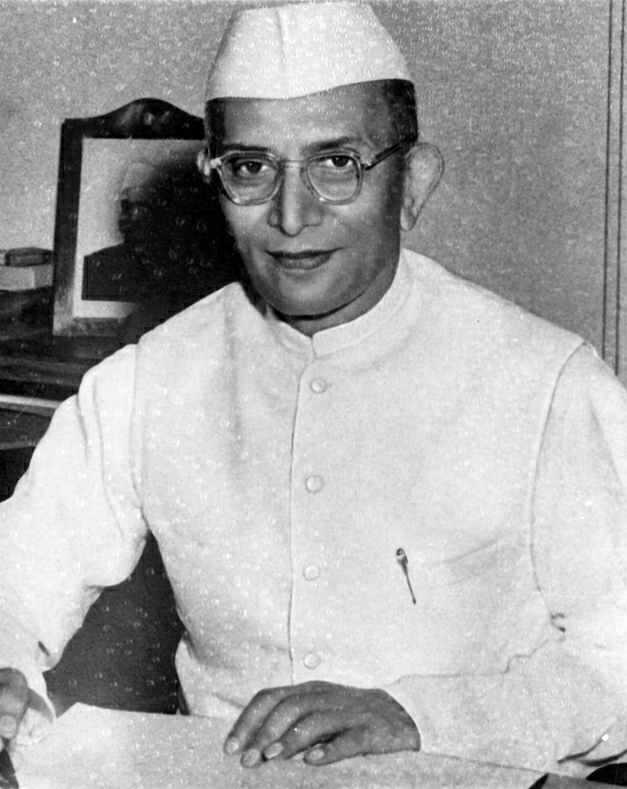
Morarji Desai († 1995)

- 1995: Morarji Desai, indischer Regierungschef
- 1995: Günter Guillaume, DDR-Spion im Bundeskanzleramt
- 1995: Anja Ignatius, finnische Geigerin und Musikpädagogin
- 1997: Erik Blumenfeld, deutscher Kaufmann und Politiker, MdL, MdB, MdEP
- 1997: Toshirō Mayuzumi, japanischer Komponist
- 1999: Charles Green, britischer Bobfahrer und Kampfpilot
- 1999: Albert Krogmann, deutscher Fernsehjournalist
- 2000: Otto Heinrich Arnold, deutscher Mediziner
- 2000: Larry Linville, US-amerikanischer Schauspieler
- 2000: Walter Stöhrer, deutscher Maler

### 21. Jahrhundert
- 2002: Géza Hofi, ungarischer Schauspieler und Humorist
- 2002: Yūji Hyakutake, japanischer Amateurastronom
- 2002: Manfred Köhnlechner, deutscher Heilpraktiker
- 2003: Little Eva, US-amerikanische Sängerin
- 2003: Aubrey Jones, britischer Politiker
- 2004: Jacek Kaczmarski, polnischer Liedermacher
- 2004: Roland Rainer, österreichischer Architekt
- 2004: Sakıp Sabancı, türkischer Industrieller und Philanthrop
- 2005: Harald Aurich, deutscher Biochemiker
- 2005: Norbert Brainin, österreichisch-britischer Violinist
- 2006: Ernst Müller-Meiningen jr., deutscher Jurist und Journalist
- 2007: Peter Reuschenbach, deutscher Politiker
- 2007: Dakota Staton, US-amerikanische Jazz-Sängerin
- 2008: Ernesto Corripio y Ahumada, mexikanischer Geistlicher, Erzbischof von Mexiko-Stadt
- 2009: Richard Arnell, britischer Komponist und Dirigent
- 2009: Heide Moser, deutsche Politikerin

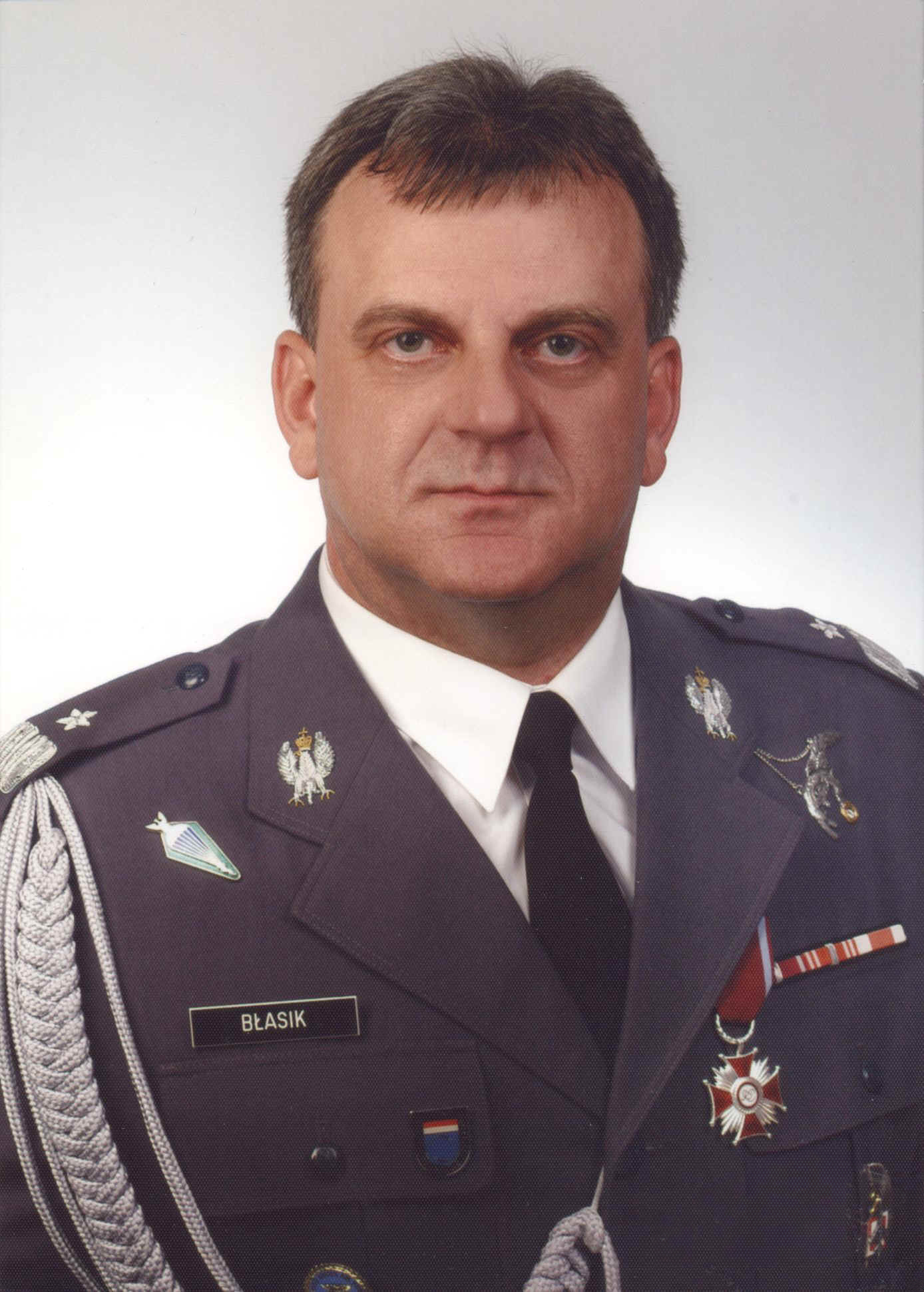
Andrzej Błasik († 2010)

- 2010: Andrzej Błasik, polnischer General
- 2010: Krystyna Bochenek, polnische Politikerin
- 2010: Miron Chodakowski, polnischer General und Militärbischof
- 2010: Janina Fetlińska, polnische Politikerin
- 2010: Franciszek Gągor, polnischer General, Oberbefehlshaber der Polnischen Streitkräfte
- 2010: Grażyna Gęsicka, polnische Politikerin
- 2010: Przemysław Gosiewski, polnischer Politiker
- 2010: Robert Grzywna, polnischer Pilot
- 2010: Izabela Jaruga-Nowacka, polnische Politikerin
- 2010: Ryszard Kaczorowski, polnischer Politiker

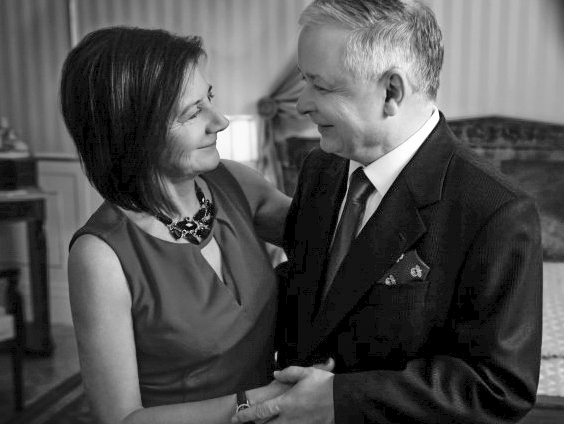
Maria und Lech Kaczyński († 2010)

- 2010: Maria Kaczyńska, polnische Übersetzerin, Ehefrau des Staatspräsidenten
- 2010: Lech Kaczyński, polnischer Staatspräsident
- 2010: Stanisław Jerzy Komorowski, polnischer Politiker
- 2010: Andrzej Kremer, polnischer Politiker
- 2010: Stefan Melak, polnischer Bürgerrechtler und Journalist
- 2010: Tomasz Merta, polnischer Politiker
- 2010: Piotr Nurowski, polnischer Sportfunktionär
- 2010: Maciej Płażyński, polnischer Politiker
- 2010: Tadeusz Płoski, polnischer General und Militärbischof
- 2010: Arkadiusz Protasiuk, polnischer Pilot

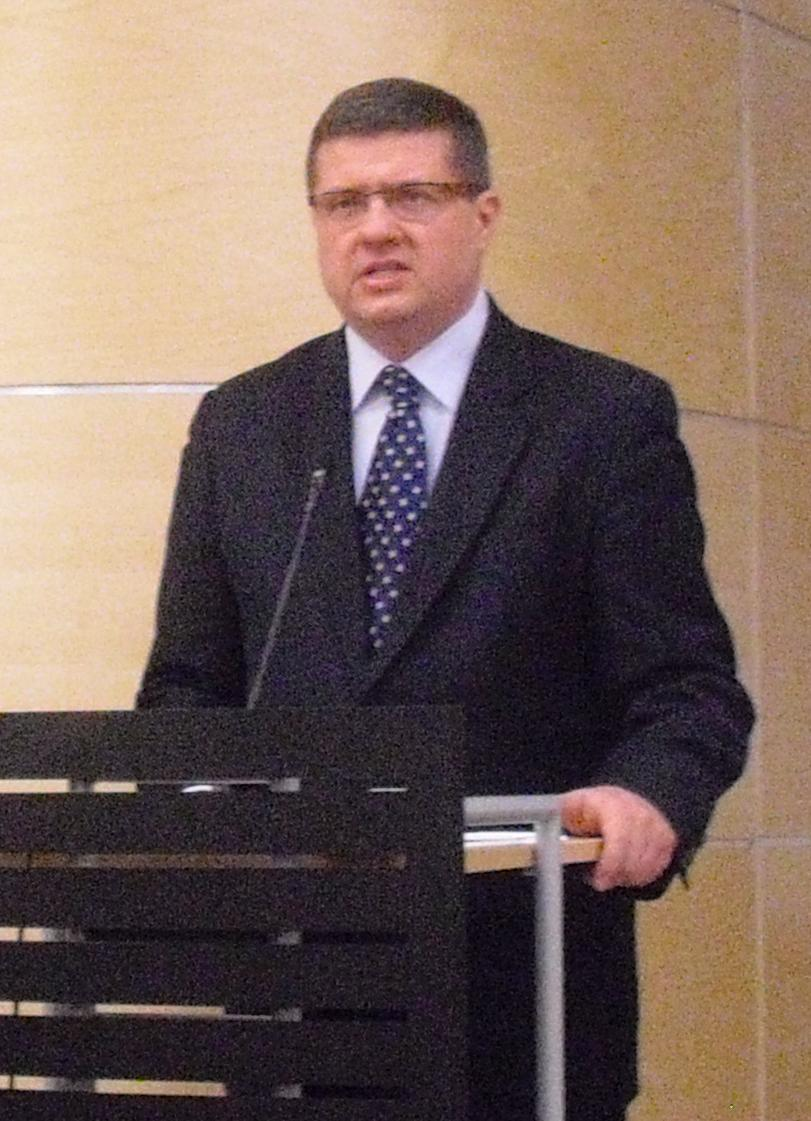
Sławomir Skrzypek († 2010)

- 2010: Sławomir Skrzypek, polnischer Ökonom, Präsident der polnischen Zentralbank
- 2010: Aleksander Szczygło, polnischer Politiker
- 2010: Jerzy Szmajdziński, polnischer Politiker
- 2010: Jolanta Szymanek-Deresz, polnische Politikerin
- 2010: Anna Walentynowicz, polnische Bürgerrechtlerin
- 2010: Edward Wojtas, polnischer Politiker
- 2010: Paweł Wypych, polnischer Politiker
- 2010: Stanisław Zając, polnischer Politiker
- 2011: André Müller, österreichischer Journalist und Schriftsteller
- 2011: Ernest Vaast, französischer Fußballspieler
- 2012: Erdoğan Arıca, türkischer Fußballspieler, -trainer und Sportmanager

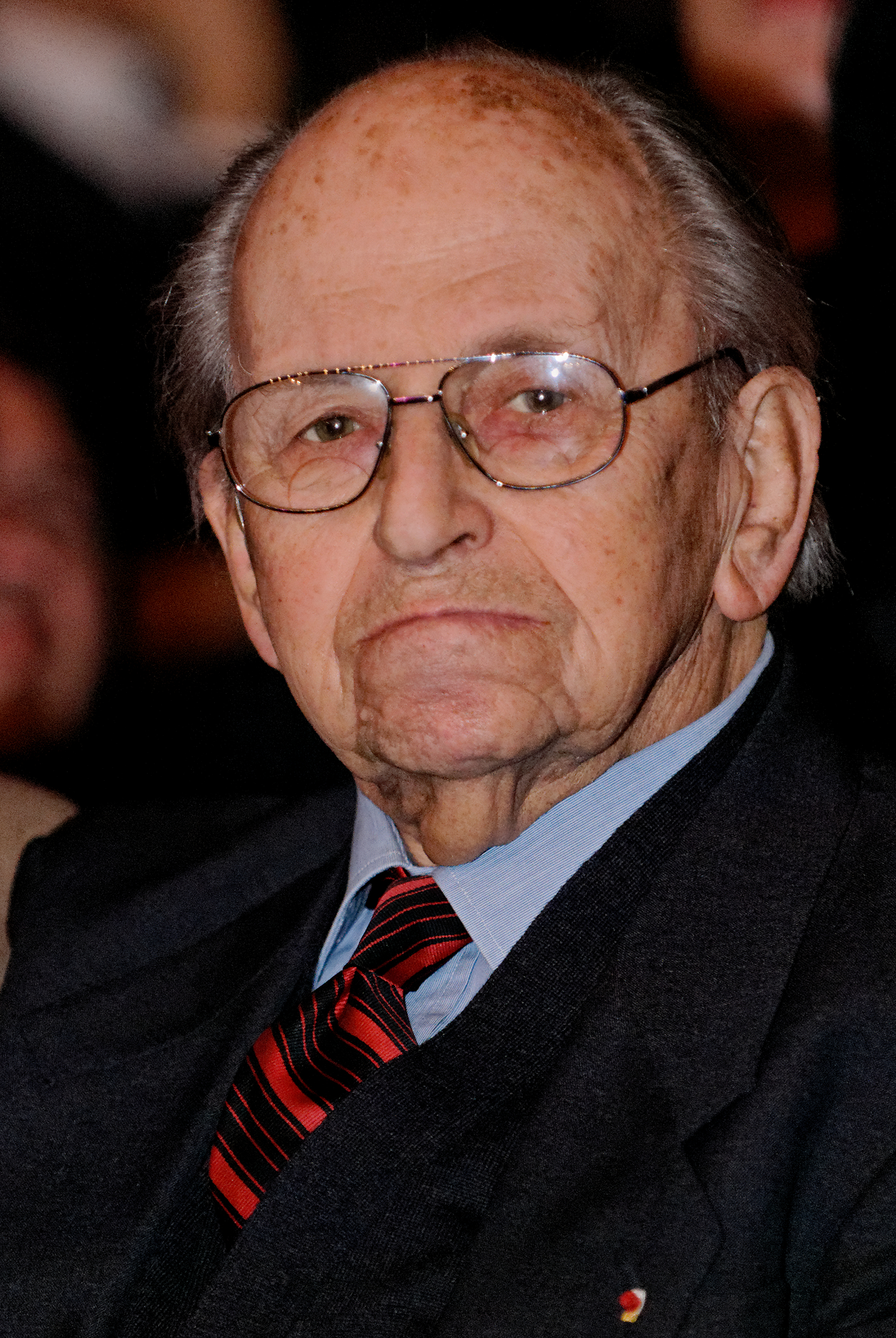
Raymond Aubrac († 2012)

- 2012: Raymond Aubrac, französischer Bauingenieur, führendes Mitglied der Résistance
- 2012: Luis Aponte Martínez, puerto-ricanischer Erzbischof
- 2012: Ivan Nagel, deutscher Theaterintendant
- 2013: Lorenzo Antonetti, vatikanischer Diplomat und Kurienkardinal
- 2013: Ewald Aul, deutscher Holocaust-Überlebender, Vorsteher der Jüdischen Gemeinde Osnabrück
- 2013: Raymond Boudon, französischer Soziologe und Philosoph
- 2013: Robert Edwards, britischer Mediziner, Nobelpreisträger
- 2014: Ján Hirka, slowakischer Bischof der griechisch-katholischen Kirche
- 2014: Donatas Lapienis, litauischer Schachspieler und Konstrukteur
- 2014: Sue Townsend, britische Schriftstellerin
- 2015: Judith Malina, US-amerikanische Schauspielerin und Regisseurin
- 2015: Sascha Weidner, deutscher Fotograf
- 2016: Henryk Średnicki, polnischer Boxer
- 2016: Walter Wimmel, deutscher klassischer Philologe
- 2017: Jack Ahearn, australischer Motorradrennfahrer

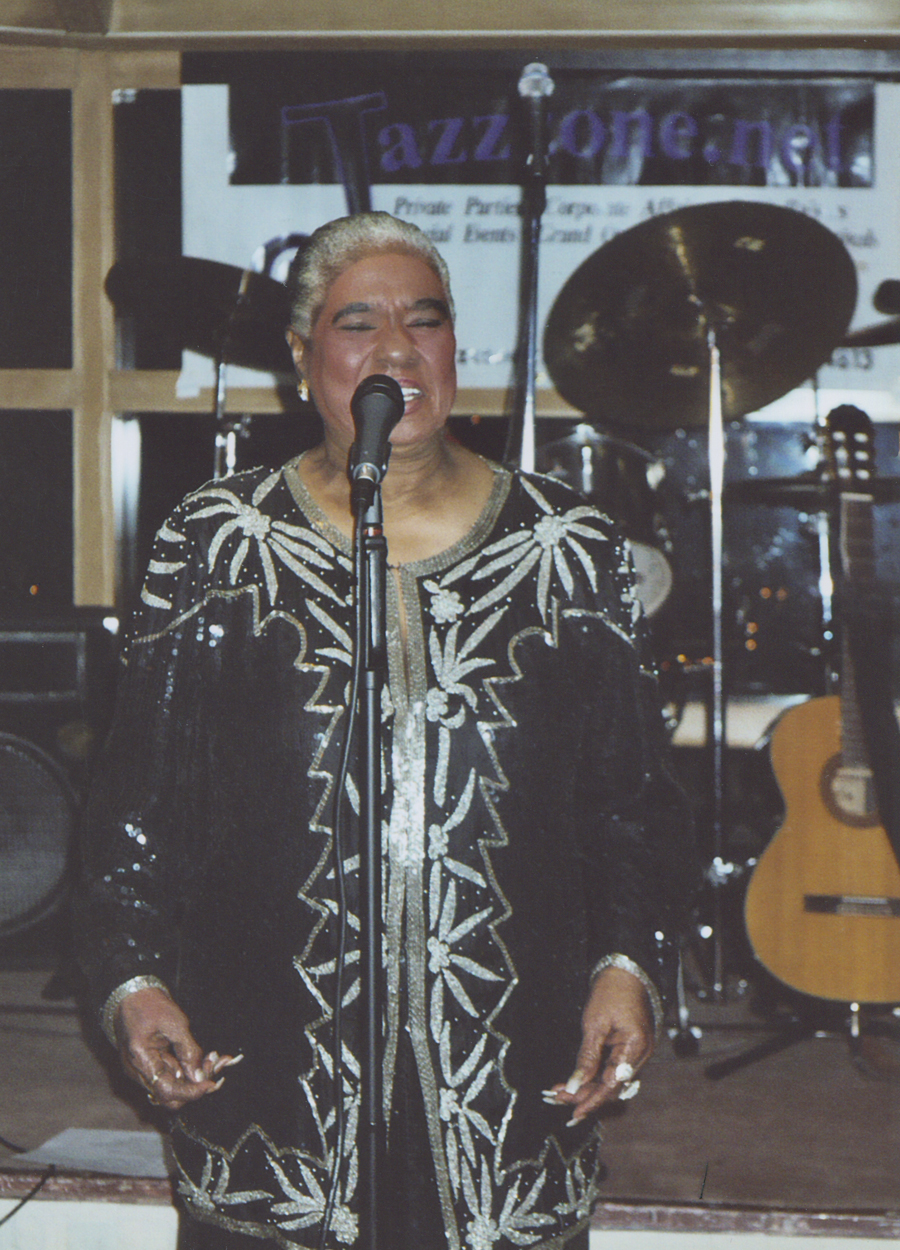
Linda Hopkins († 2017)

- 2017: Linda Hopkins, US-amerikanische Blues- und Gospel-Sängerin
- 2017: Carlo Riva, italienischer Bootsbauer
- 2018: Erhard Forndran, deutscher Politikwissenschaftler
- 2019: Werner Bardenhewer, deutscher katholischer Priester
- 2019: Earl Thomas Conley, US-amerikanischer Countrysänger
- 2019: Norbert Heinen, deutscher Manager
- 2019: Balduin Sulzer, österreichischer Komponist
- 2021: Sabiamad Abdul Ahad, malaysischer Sportschütze
- 2021: István Bérczi, ungarischer Turner
- 2021: Imre Simkó, ungarischer Sportschütze
- 2022: Philippe Boesmans, belgischer Komponist
- 2022: Eya Guezguez, tunesische Regattaseglerin
- 2023: Al Jaffee, US-amerikanischer Cartoonist
- 2023: Anne Perry, britische Schriftstellerin und Krimiautorin
- 2023: Alfred Schlosser, österreichischer Bildhauer
- 2023: Herbert Limmer, deutscher Diplomat und Botschafter

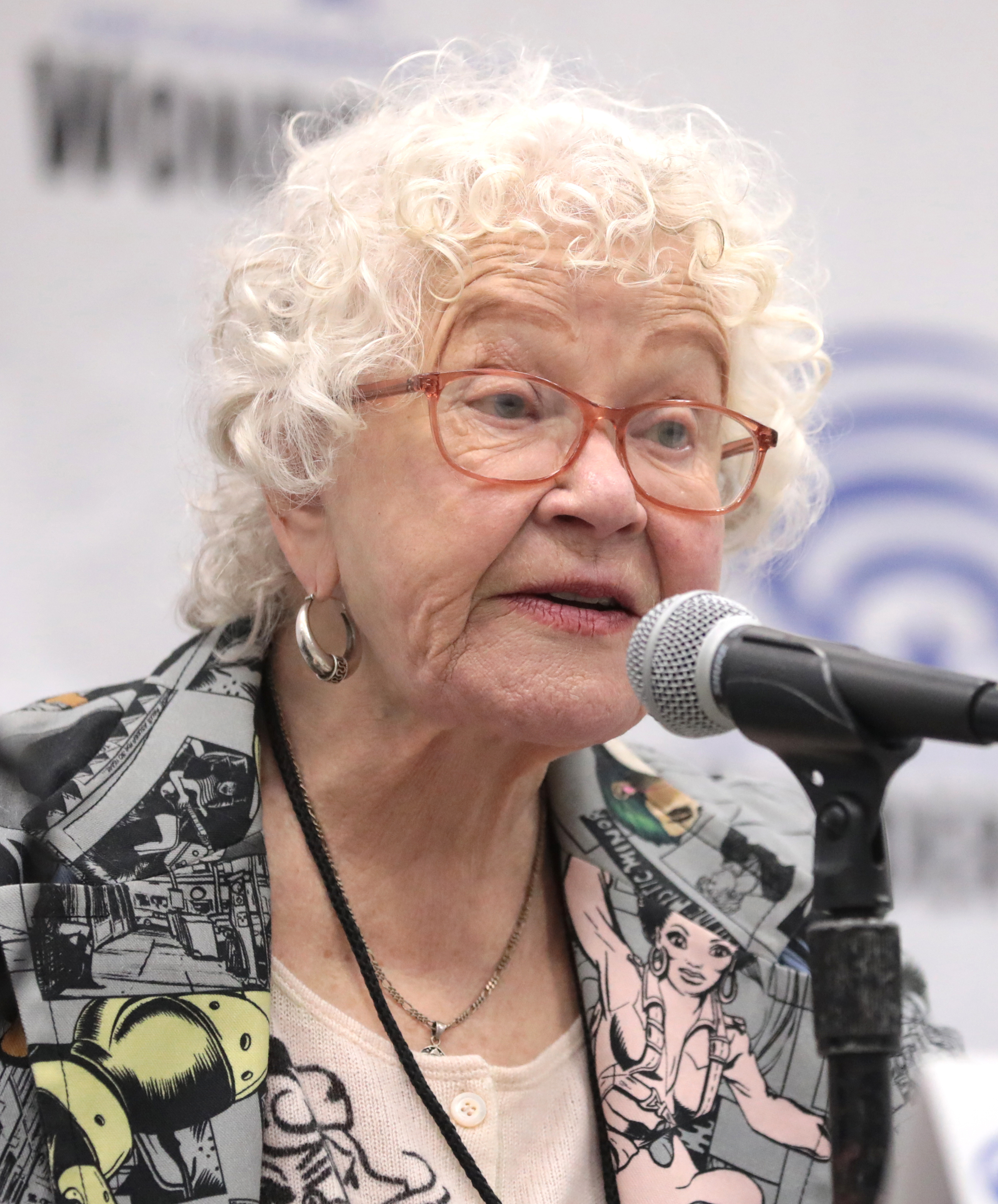
Trina Robbins († 2024)

- 2024: Trina Robbins, US-amerikanische Underground-Comic-Zeichnerin

## Feier- und Gedenktage
- Kirchliche Gedenktage
  - Thomas von Westen, norwegischer Missionar (evangelisch)
  - Hl. Eberwin von Helfenstein, deutscher Chorherr (katholisch)
  - Mikael Agricola, finnischer Theologe, Bischof von Turku (evangelisch: ELCA)
- Namenstage
  - Engelbert

Weitere Einträge enthält die Liste von Gedenk- und Aktionstagen.